# Campionato mondiale di Formula 1 2013
Il campionato mondiale di Formula 1 2013 organizzato dalla FIA è stato, nella storia della categoria, il 64º ad assegnare il campionato piloti e il 56º ad assegnare il campionato costruttori. È iniziato il 17 marzo ed è terminato il 24 novembre, dopo 19 gare, una in meno della stagione precedente. La stagione è stata l'ultima in cui le vetture hanno montato un motore V8 da 2400 cm³, prima del passaggio a motori turbo V6 da 1 600 cm³ per il campionato 2014. La stagione ha visto anche l'entrata in vigore del settimo rinnovo del Patto della Concordia.
I titoli in palio sono andati rispettivamente a Sebastian Vettel e alla Red Bull Racing-Renault, in entrambi i casi per il quarto anno consecutivo.

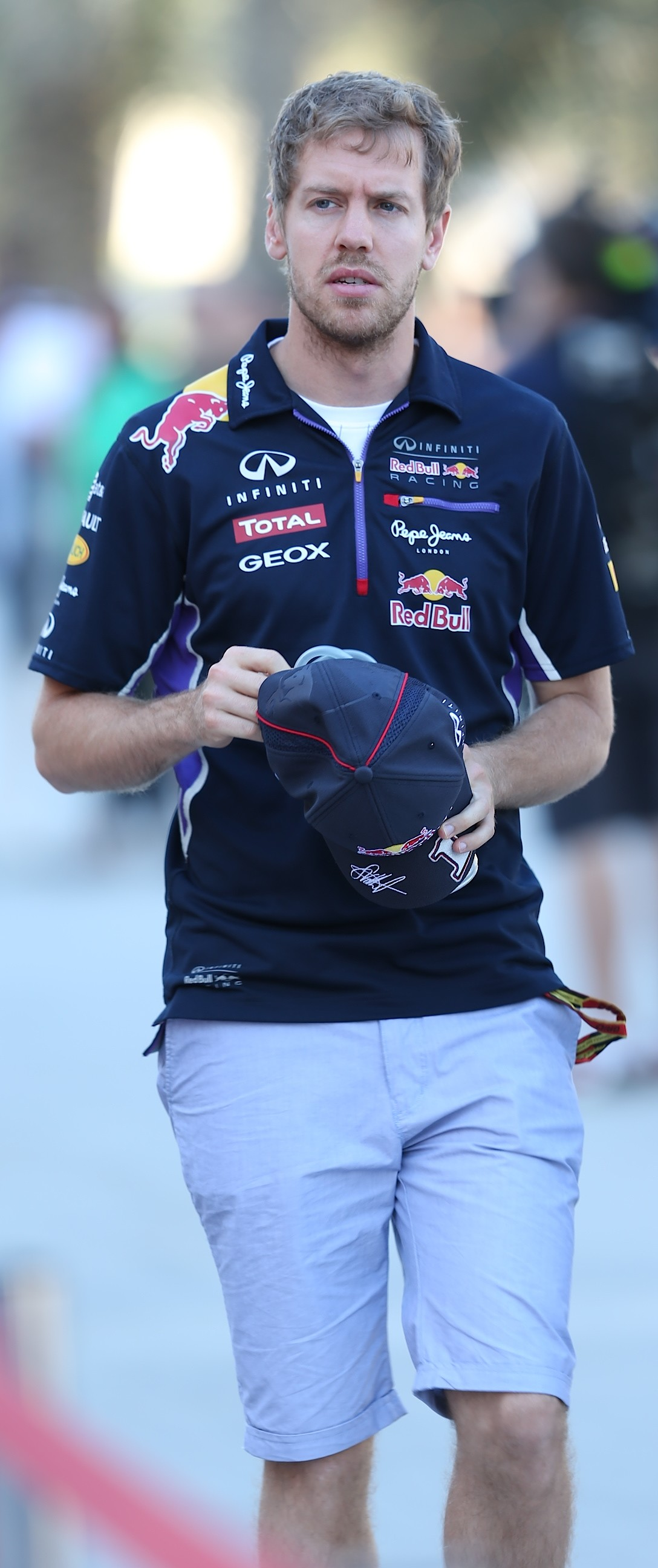
Sebastian Vettel ha vinto per la quarta volta consecutiva il titolo piloti aggiudicandosi ben 13 Gran Premi in stagione.

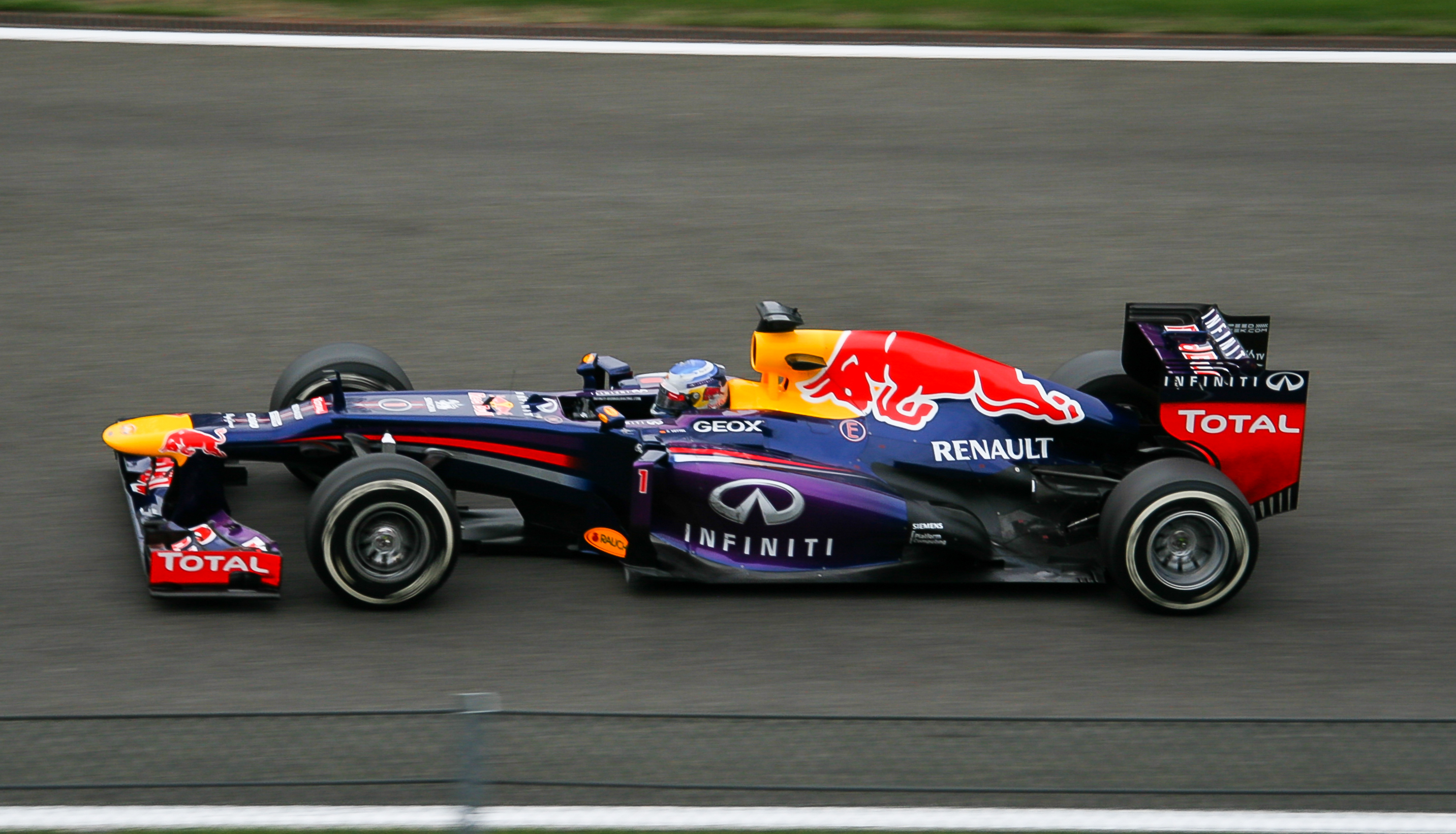
La Red Bull Racing vince il suo quarto mondiale costruttori.

## La pre-stagione

### Il calendario
Una prima bozza del calendario venne anticipata dalla FIA nel settembre 2012. Le gare in programma sarebbero venti, con inizio in Australia. Verrebbe corsa una sola gara in Spagna, a Barcellona, mentre il posto del Gran Premio d'Europa verrebbe preso dal Gran Premio d'America, da correre nel New Jersey. Il 29 settembre 2012 venne pubblicato ufficialmente il calendario per la stagione 2013. Rispetto alla bozza iniziale vi è una piccola variazione rispetto alle date del Gran Premio di Germania e del Gran Premio del Belgio. A ottobre venne però annunciato che il Gran Premio d'America, da tenersi su un circuito cittadino, sarebbe stato posticipato alla stagione 2014. Il calendario è reso definitivo l'8 marzo.
Rispetto al calendario 2012 i gran premi sono uno in meno, è assente quindi il Gran Premio d'Europa, mentre il Gran Premio di Corea è anticipato a quello del Giappone.
| Gara | Nome ufficiale del Gran Premio         | Circuito                         | Sede          | Data         | Ora    | Ora   | Diretta TV           |
| Gara | Nome ufficiale del Gran Premio         | Circuito                         | Sede          | Data         | Locale | UTC   | Diretta TV           |
| ---- | -------------------------------------- | -------------------------------- | ------------- | ------------ | ------ | ----- | -------------------- |
| 1    | Rolex Australian Grand Prix            | Albert Park Circuit              | Melbourne     | 17 marzo     | 17:00  | 6:00  | Sky Sport F1         |
| 2    | Petronas Malaysia Grand Prix           | Sepang International Circuit     | Sepang        | 24 marzo     | 16:00  | 8:00  | Sky Sport F1         |
| 3    | UBS Chinese Grand Prix                 | Shanghai International Circuit   | Shanghai      | 14 aprile    | 15:00  | 7:00  | Sky Sport F1 e Rai 1 |
| 4    | Gulf Air Bahrain Grand Prix            | Bahrain International Circuit    | Manama        | 21 aprile    | 15:00  | 12:00 | Sky Sport F1         |
| 5    | Gran Premio de España                  | Circuito di Barcellona-Catalogna | Barcellona    | 12 maggio    | 14:00  | 12:00 | Sky Sport F1 e Rai 1 |
| 6    | Grand Prix de Monaco                   | Circuito di Monte Carlo          | Monte Carlo   | 26 maggio    | 14:00  | 12:00 | Sky Sport F1         |
| 7    | Grand Prix du Canada                   | Circuit Gilles Villeneuve        | Montréal      | 9 giugno     | 14:00  | 18:00 | Sky Sport F1 e Rai 1 |
| 8    | Santander British Grand Prix           | Silverstone Circuit              | Silverstone   | 30 giugno    | 13:00  | 12:00 | Sky Sport F1         |
| 9    | Großer Preis Santander von Deutschland | Nürburgring                      | Nürburg       | 7 luglio     | 14:00  | 12:00 | Sky Sport F1         |
| 10   | Magyar Nagydíj                         | Hungaroring                      | Budapest      | 28 luglio    | 14:00  | 12:00 | Sky Sport F1 e Rai 1 |
| 11   | Shell Belgian Grand Prix               | Circuito di Spa-Francorchamps    | Francorchamps | 25 agosto    | 14:00  | 12:00 | Sky Sport F1         |
| 12   | Gran Premio d'Italia                   | Autodromo nazionale di Monza     | Monza         | 8 settembre  | 14:00  | 12:00 | Sky Sport F1 e Rai 1 |
| 13   | Singtel Singapore Grand Prix           | Singapore Street Circuit         | Singapore     | 22 settembre | 20:00  | 12:00 | Sky Sport F1 e Rai 1 |
| 14   | Korean Grand Prix                      | Korean International Circuit     | Yeongam       | 6 ottobre    | 15:00  | 6:00  | Sky Sport F1         |
| 15   | Japanese Grand Prix                    | Circuito di Suzuka               | Suzuka        | 13 ottobre   | 15:00  | 6:00  | Sky Sport F1 e Rai 1 |
| 16   | Airtel Indian Grand Prix               | Buddh International Circuit      | Greater Noida | 27 ottobre   | 15:00  | 9:30  | Sky Sport F1         |
| 17   | Etihad Airways Abu Dhabi Grand Prix    | Yas Marina Circuit               | Isola Yas     | 3 novembre   | 17:00  | 13:00 | Sky Sport F1         |
| 18   | United States Grand Prix               | Circuito delle Americhe          | Austin        | 17 novembre  | 13:00  | 19:00 | Sky Sport F1 e Rai 1 |
| 19   | Grande Prêmio Petrobras do Brasil      | Autódromo José Carlos Pace       | San Paolo     | 24 novembre  | 14:00  | 16:00 | Sky Sport F1 e Rai 1 |

### La presentazione delle vetture
Le nuove monoposto sono presentate dalla scuderie secondo l'ordine seguente:
| Costruttore                | Telaio | Data lancio | Luogo lancio                             |
| -------------------------- | ------ | ----------- | ---------------------------------------- |
| Lotus F1 Team              | E21    | 28 gennaio  | Sito ufficiale della scuderia            |
| Vodafone McLaren Mercedes  | MP4-28 | 31 gennaio  | Woking, Regno Unito                      |
| Scuderia Ferrari           | F138   | 1º febbraio | Maranello, Italia                        |
| Sahara Force India F1 Team | VJM06  | 1º febbraio | Silverstone, Regno Unito                 |
| Sauber F1 Team             | C32    | 2 febbraio  | Hinwil, Svizzera                         |
| Red Bull Racing            | RB9    | 3 febbraio  | Milton Keynes, Regno Unito               |
| Mercedes AMG F1            | F1 W04 | 4 febbraio  | Circuito di Jerez de la Frontera, Spagna |
| Scuderia Toro Rosso        | STR8   | 4 febbraio  | Circuito di Jerez de la Frontera, Spagna |
| Caterham F1 Team           | CT03   | 5 febbraio  | Circuito di Jerez de la Frontera, Spagna |
| Marussia F1 Team           | MR02   | 5 febbraio  | Circuito di Jerez de la Frontera, Spagna |
| Williams F1                | FW35   | 19 febbraio | Circuito di Barcellona, Spagna           |

### I test
Sono state tre le sedute di test precampionato previste. La prima si è tenuta tra il 5 e l'8 febbraio sul Circuito di Jerez, la seconda e la terza sul Circuito di Barcellona tra il 19 e 22 febbraio e tra il 28 febbraio e il 3 marzo.
In questa stagione non erano previsti test durante l'anno, a parte quelli dedicati ai giovani piloti, come era invece accaduto nel 2012 con la sessione svolta al Mugello.
Successivamente, a seguito dei problemi riscontrati con gli pneumatici nel corso del Gran Premio di Gran Bretagna, alcuni team hanno proposto alla FIA di sostituire i test riservati ai giovani piloti, programmati proprio sul Circuito di Silverstone alla metà di luglio, con dei test, con delle vetture della stagione in corso, finalizzati a migliorare la sicurezza delle gomme. Tale posizione è stata appoggiata anche da Bernie Ecclestone, che ne ha caldeggiato la soluzione con Jean Todt, presidente della FIA. La FIA ha successivamente acconsentito alla proposta delle scuderie, vista la situazione di pericolo creatasi in Inghilterra. I test si svolgono dal 17 al 19 luglio. La FIA ha aggiunto che la Mercedes, ha deciso di non partecipare al test, a seguito della sentenza pronunciata dal Tribunale internazionale in merito al caso delle prove che la scuderia tedesca aveva effettuato sul Circuito di Barcellona, senza permesso.

### Accordi e fornitori

livrea cromatica identificativa utilizzate dal fornitore (unico) ufficiale Pirelli. Per il 2013 le "dure" sono caratterizzate da una livrea arancio, non più argento.

Il sesto rinnovo del Patto della Concordia, il contratto che lega la Federazione Internazionale dell'Automobile (FIA), con le scuderie che partecipano al campionato e la FOM, siglato nel 2009, è terminato il 31 dicembre 2012. Il nuovo rinnovo prevede che i diritti commerciali sul campionato possano essere quotati alla Borsa di Singapore; tuttavia nel giugno 2012 il piano per la quotazione è stato posticipato a causa della debolezza dei mercati finanziari. Il 27 luglio la FIA e la Formula One Group hanno annunciato la firma sul rinnovo del Patto della Concordia. L'accordo entrerà in vigore dopo che i rispettivi organismi decisionali delle due strutture avranno dato il loro beneplacito.
Il 27 settembre la FIA ha annunciato che il rinnovo del Patto della Concordia, che regola la Formula 1, è entrato in vigore, dopo la ratifica degli organi competenti, e sarà attivo fino al termine della stagione 2020.
La Pirelli è, per il terzo anno consecutivo, fornitrice esclusiva degli pneumatici. Per questa stagione la casa milanese presenta degli pneumatici generalmente più morbidi, al fine di consentire un più rapido ottenimento delle temperature necessarie e quindi un miglioramento del tempo sul giro, stimato in circa mezzo secondo. Alla nuova mescola hard, che da questa stagione sarà caratterizzata da una spalla colore arancione e non più argento, è stato attribuito lo stesso grado di morbidezza della mescola usata lo scorso anno per la medium. Ciò dovrebbe rendere più rapido il degrado termico e migliorare la trazione. La Pirelli ha confermato come tester Lucas Di Grassi e Jaime Alguersuari, mentre Kamui Kobayashi ha rifiutato tale proposta.
Bernie Ecclestone firma un accordo con la compagnia aerea Emirates, per la durata di 5 stagioni. La compagnia dell'emirato del Dubai sarà global partner per il campionato, e il suo marchio sarà pubblicizzato in tutti i gran premi. Da questa stagione l'azienda svizzera, produttrice di orologi, Rolex, diventa la cronometrista ufficiale del campionato. La Rolex diventa anche sponsor principale del Gran Premio d'Australia, rimpiazzando la compagnia di bandiera australiana Qantas.
La Lotus F1 Team ottiene l'appoggio della Coca-Cola per il 2013, con la scuderia inglese che espone il marchio della bibita energetica Burn. Da questa stagione il marchio della Nissan Motor, Infiniti, diventa sponsor principale della Red Bull Racing, che modifica la sua denominazione in Infiniti Red Bull Racing.

## Piloti e scuderie

### Scuderie
Il numero di scuderie scende a 11 con l'abbandono della spagnola HRT. La Thesan Capital, fondo che ha la proprietà della scuderia, aveva annunciato la sua volontà di mettere in vendita la scuderia nel novembre 2012, ma senza trovare acquirenti. Vi è stato un tentativo, da parte di un gruppo di finanziatori nordamericani, di rilevare la scuderia per partecipare alla stagione 2013 col nome di Scorpion Racing, ma tale possibilità è stata però frustrata dalla mancata iscrizione al campionato 2013 da parte della HRT. Secondo Bernie Ecclestone sarebbe più probabile un esordio nel 2014.
È stata discussa anche la possibilità che vi fosse una fusione tra la Marussia e la Caterham; le due scuderie, che non sono riuscite nel corso della stagione 2012 a cogliere punti iridati, non hanno però trovato un accordo.
Il 15 luglio 2013 viene annunciato il sostegno alla scuderia elvetica Sauber da parte dell'Investment Cooperation International Fund, fondo di Stato della Federazione Russa, e del National Institute of Aviation Technologies, che lo scopo di favorire e sviluppare la Formula 1 sul prossimo tracciato in realizzazione a Soči.

### Piloti

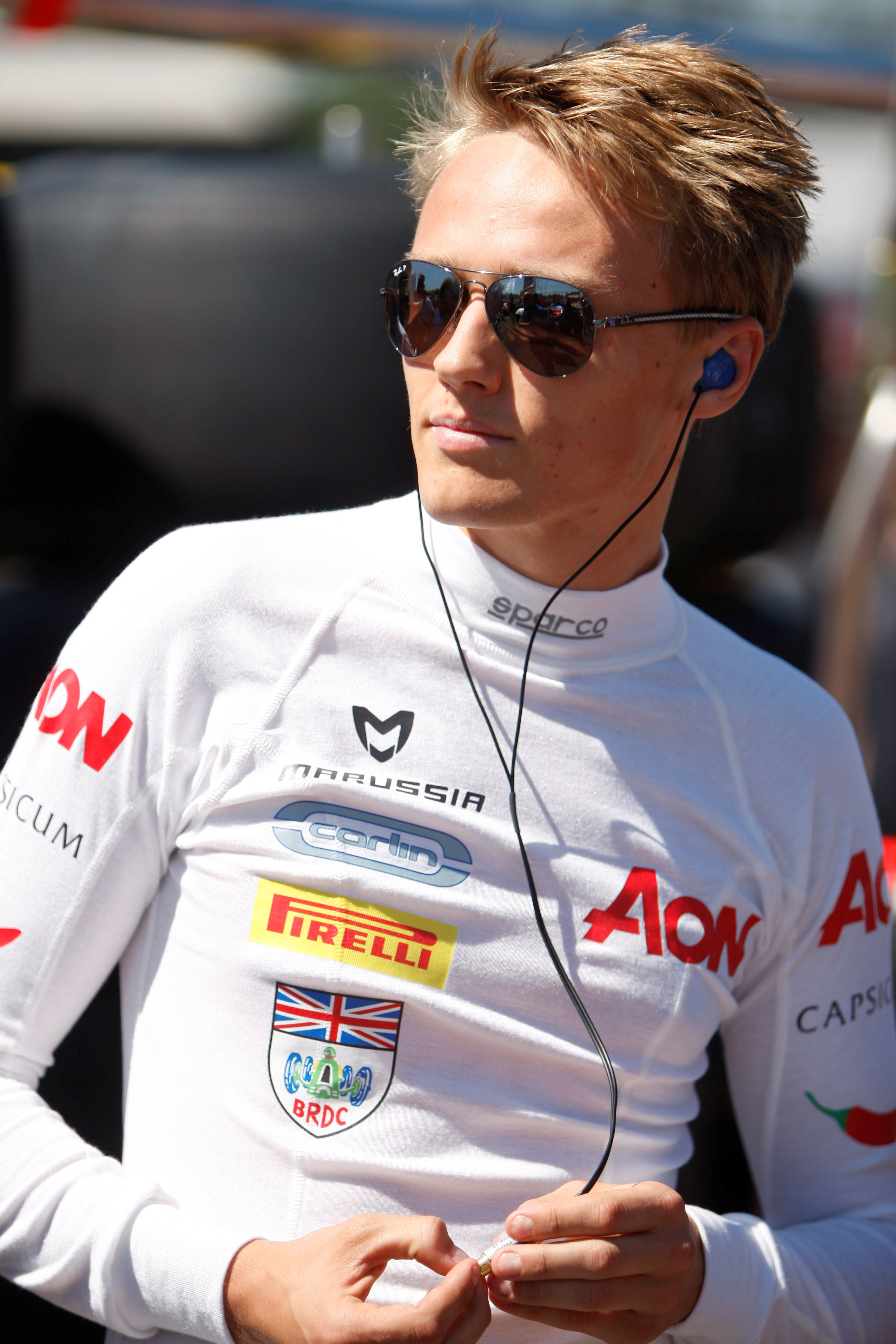
Max Chilton ha fatto il suo esordio in F1 con la Marussia.

Il sette volte campione del mondo di Formula 1, Michael Schumacher, prima del Gran Premio del Giappone 2012, ha annunciato il suo ritiro dalle competizioni pur in presenza di un'offerta della Sauber; il pilota tedesco affermò di trovarsi in una situazione analoga a quella del primo ritiro del 2006 e di non sapere ancora nulla sul suo futuro una volta conclusa la carriera. Poco prima la sua scuderia, la Mercedes, aveva annunciato l'ingaggio di Lewis Hamilton, proveniente dalla McLaren, dal 2013 per tre anni. Al suo posto la McLaren ingaggia Sergio Pérez, pilota messicano in arrivo dalla Sauber.
Il tedesco Nico Hülkenberg, pilota della Force India, passa alla Sauber, ove trova Esteban Gutiérrez, che viene promosso titolare dopo due stagioni da terzo pilota, prendendo il posto di Kamui Kobayashi. Quale nuovo collaudatore è ingaggiato il pilota olandese Robin Frijns, campione in carica della World Series by Renault. La Caterham annuncia l'ingaggio del pilota francese della Marussia Charles Pic quale pilota titolare per la stagione 2013 e di Giedo van der Garde come seconda guida. L'olandese è il primo pilota della sua Nazione a gareggiare in F1 dopo Christijan Albers al Gran Premio di Gran Bretagna 2007. I piloti di riserva sono lo statunitense Alexander Rossi e il cinese Ma Qinghua.
Anche la Williams promuove come titolare il finlandese Valtteri Bottas, al posto di Bruno Senna. Bottas ha svolto il ruolo di test driver nel 2010 e 2011 e di terzo pilota nel 2012, svolgendo le prove libere del venerdì in 15 occasioni. La Marussia sostituisce la coppia di piloti del 2012. Al posto di Charles Pic, passato alla Caterham, il team anglorusso promuove il britannico Max Chilton, quarto nella GP2 Series 2012 con il team satellite Carlin Motorsport. Inizialmente Chilton avrebbe dovuto fare coppia con Timo Glock, ma il pilota tedesco ha, successivamente, firmato con la BMW per competere nel DTM. Secondo il team principal della Marussia John Booth sarebbero state pesanti condizioni economiche a forzare l'addio a Glock e lo stesso pilota ha riferito che la perdita della decima posizione nella classifica dei costruttori nel 2012 a favore della Caterham era stato il primo segnale che aveva messo in dubbio la sua permanenza nel team. L'altro pilota avrebbe dovuto essere il brasiliano Luiz Razia, vicecampione della GP2, che fu collaudatore alla Virgin nel 2010 e al Team Lotus nel 2011. A causa di alcuni problemi col budget la scuderia russa ha deciso di sostituirlo, prima dell'inizio della stagione, col francese Jules Bianchi, ex collaudatore della Force India. La scuderia russa indica il venezuelano Rodolfo González quale terzo pilota.
La Force India affianca, al confermato Paul di Resta, il tedesco Adrian Sutil, che torna in Formula 1 dopo un anno di assenza. La scuderia indiana ha indicato James Rossiter quale pilota collaudatore. Nei primi test stagionali, sul Circuito di Jerez, la vettura è stata testata anche da Jules Bianchi.
La Red Bull, la Toro Rosso, la Lotus e la Ferrari hanno confermato le stesse coppie di piloti del 2012. La posizione in Ferrari di Felipe Massa venne messa in discussione nel corso della stagione 2012, ma in ottobre la casa italiana confermò il brasiliano ancora per la stagione 2013. La casa di Maranello ingaggia anche il pilota spagnolo Pedro de la Rosa, appiedato dalla chiusura della HRT, come pilota tester. Anche la riconferma del francese Romain Grosjean alla Lotus fu per lungo tempo in dubbio e venne ufficializzata solo a dicembre. La casa inglese ha inoltre assunto Davide Valsecchi, campione della GP2, quale terzo pilota, mentre Nicolas Prost, figlio di Alain, è indicato quale pilota per lo sviluppo della monoposto.
Nel Gran Premio di Cina il portoghese António Félix da Costa sostituisce Sébastien Buemi quale pilota di riserva alla Red Bull. Buemi è impegnato, nel fine settimana del gran premio cinese, in una gara valida per il Mondiale Endurance ad Austin in Texas. Da Costa si è imposto nel 2012 nel Gran Premio di Macao di Formula 3. Sempre da questa gara Kevin Magnussen, pilota danese, figlio dell'ex pilota di F1 Jan Magnussen, è nominato pilota di riserva dalla McLaren.
Dal Gran Premio del Bahrein Heikki Kovalainen sostituisce, quale pilota di riserva, Ma Qinghua alla Caterham, team per il quale aveva corso tra il 2010 e il 2012.
La Force India assume, come pilota di riserva, dal GP d'Italia, il britannico James Calado. Il pilota, che ha effettuato i Young Driver Test con la scuderia indiana, attualmente partecipa alla GP2 Series.
La Sauber indica il pilota giapponese Kimiya Satō quale pilota di riserva per il Gran Premio del Giappone. Sato è giunto secondo nell'Auto GP.
A novembre il pilota finlandese Kimi Räikkönen decide di operarsi per i dolori alla schiena, riscontrati anche nel corso della stagione. Tale operazione comporta un mese di riposo che costringe Räikkönen a saltare gli ultimi due Gran Premi stagionali. La sua presenza era stata già messa in dubbio per le difficoltà della sua scuderia Lotus a saldare le spettanze del pilota. La scuderia britannica lo sostituisce col connazionale Heikki Kovalainen, che in stagione è stato pilota di riserva alla Caterham.
Kovalainen ha disputato 109 Gran Premi, esordendo in F1 nel 2007, al volante di una Renault. Ha vinto il Gran Premio d'Ungheria 2008, con la McLaren, ha conquistato una pole position, 2 giri veloci e 4 podi. La sua ultima presenza in gara fu nel Gran Premio del Brasile 2012.
Oltre al possibile impiego del pilota di riserva Davide Valsecchi sono stati avvicinati, al volante della Lotus, anche, Kamui Kobayashi, Nico Hülkenberg (che però ha rifiutato la proposta), Rubens Barrichello e Michael Schumacher.

### Tabella riassuntiva
Le seguenti scuderie e piloti partecipano al campionato:
| Team                       | Costruttore             | Telaio | Motore            | Gomme | Nº | Piloti              | GP    | Collaudatore Terzo pilota                        |
| -------------------------- | ----------------------- | ------ | ----------------- | ----- | -- | ------------------- | ----- | ------------------------------------------------ |
| Infiniti Red Bull Racing   | Red Bull Racing-Renault | RB9    | Renault RS27-2013 | P     | 1  | Sebastian Vettel    | Tutti | Sébastien Buemi António Félix da Costa           |
| Infiniti Red Bull Racing   | Red Bull Racing-Renault | RB9    | Renault RS27-2013 | P     | 2  | Mark Webber         | Tutti | Sébastien Buemi António Félix da Costa           |
| Scuderia Ferrari           | Ferrari                 | F138   | Ferrari 056       | P     | 3  | Fernando Alonso     | Tutti | Pedro de la Rosa Marc Gené Davide Rigon          |
| Scuderia Ferrari           | Ferrari                 | F138   | Ferrari 056       | P     | 4  | Felipe Massa        | Tutti | Pedro de la Rosa Marc Gené Davide Rigon          |
| Vodafone McLaren Mercedes  | McLaren-Mercedes        | MP4-28 | Mercedes FO 108Z  | P     | 5  | Jenson Button       | Tutti | Gary Paffett Oliver Turvey Kevin Magnussen       |
| Vodafone McLaren Mercedes  | McLaren-Mercedes        | MP4-28 | Mercedes FO 108Z  | P     | 6  | Sergio Pérez        | Tutti | Gary Paffett Oliver Turvey Kevin Magnussen       |
| Lotus F1 Team              | Lotus-Renault           | E21    | Renault RS27-2013 | P     | 7  | Kimi Räikkönen      | 1–17  | Davide Valsecchi Jérôme d'Ambrosio Nicolas Prost |
| Lotus F1 Team              | Lotus-Renault           | E21    | Renault RS27-2013 | P     | 7  | Heikki Kovalainen   | 18–19 | Davide Valsecchi Jérôme d'Ambrosio Nicolas Prost |
| Lotus F1 Team              | Lotus-Renault           | E21    | Renault RS27-2013 | P     | 8  | Romain Grosjean     | Tutti | Davide Valsecchi Jérôme d'Ambrosio Nicolas Prost |
| Mercedes AMG Petronas F1   | Mercedes                | F1 W04 | Mercedes FO 108Z  | P     | 9  | Nico Rosberg        | Tutti | Anthony Davidson Brendon Hartley                 |
| Mercedes AMG Petronas F1   | Mercedes                | F1 W04 | Mercedes FO 108Z  | P     | 10 | Lewis Hamilton      | Tutti | Anthony Davidson Brendon Hartley                 |
| Sauber F1 Team             | Sauber-Ferrari          | C32    | Ferrari 056       | P     | 11 | Nico Hülkenberg     | Tutti | Robin Frijns Kimiya Satō                         |
| Sauber F1 Team             | Sauber-Ferrari          | C32    | Ferrari 056       | P     | 12 | Esteban Gutiérrez   | Tutti | Robin Frijns Kimiya Satō                         |
| Sahara Force India F1 Team | Force India-Mercedes    | VJM06  | Mercedes FO 108Z  | P     | 14 | Paul di Resta       | Tutti | James Rossiter James Calado                      |
| Sahara Force India F1 Team | Force India-Mercedes    | VJM06  | Mercedes FO 108Z  | P     | 15 | Adrian Sutil        | Tutti | James Rossiter James Calado                      |
| Williams F1                | Williams-Renault        | FW35   | Renault RS27-2013 | P     | 16 | Pastor Maldonado    | Tutti | Susie Wolff                                      |
| Williams F1                | Williams-Renault        | FW35   | Renault RS27-2013 | P     | 17 | Valtteri Bottas     | Tutti | Susie Wolff                                      |
| Scuderia Toro Rosso        | STR-Ferrari             | STR8   | Ferrari 056       | P     | 18 | Jean-Éric Vergne    | Tutti | Daniil Kvjat                                     |
| Scuderia Toro Rosso        | STR-Ferrari             | STR8   | Ferrari 056       | P     | 19 | Daniel Ricciardo    | Tutti | Daniil Kvjat                                     |
| Caterham F1 Team           | Caterham-Renault        | CT03   | Renault RS27-2013 | P     | 20 | Charles Pic         | Tutti | Alexander Rossi Ma Qing Hua Heikki Kovalainen    |
| Caterham F1 Team           | Caterham-Renault        | CT03   | Renault RS27-2013 | P     | 21 | Giedo van der Garde | Tutti | Alexander Rossi Ma Qing Hua Heikki Kovalainen    |
| Marussia F1 Team           | Marussia-Cosworth       | MR02   | Cosworth CA2013   | P     | 22 | Jules Bianchi       | Tutti | Rodolfo González                                 |
| Marussia F1 Team           | Marussia-Cosworth       | MR02   | Cosworth CA2013   | P     | 23 | Max Chilton         | Tutti | Rodolfo González                                 |

## Circuiti e gare

Il planisfero indica in verde i Paesi che hanno ospitato le gare valide per il campionato mondiale di F1 nel 2013.

Per la prima volta dal campionato 2007 non è previsto l'esordio di un nuovo tracciato. L'utilizzo del circuito cittadino del New Jersey, inizialmente previsto in calendario, è stato successivamente posticipato al 2014. Dal calendario sparisce il Gran Premio d'Europa, che dal 2008 era ospitato sul Circuito urbano di Valencia; la gara era presente ininterrottamente dal 1999. Per la prima volta dalla stagione 2007 non vi è nessuna nazione che ospita più di un Gran Premio iridato.
In seguito alla mancata effettuazione della gara nel New Jersey si è prospettata la possibilità di un rientro in calendario del Gran Premio di Turchia, non disputato nel 2012, oppure del Gran Premio d'Austria (che manca dal 2003), da disputarsi sul ristrutturato Red Bull Ring; questa seconda ipotesi venne però smentita da Bernie Ecclestone. L'ipotesi di un ritorno sul tracciato dell'Istanbul Park è stata però successivamente abbandonata anche per la mancata partecipazione finanziaria del governo turco al progetto.
Il Gran Premio di Germania passa, nella solita alternanza, da Hockenheim al Nürburgring. Questo spostamento è stato a lungo tempo in dubbio a causa delle difficoltà degli organizzatori ad addivenire alle richieste di Bernie Ecclestone; si prospettò così la possibilità che il gran premio restasse a Hockenheim, pur nelle difficoltà finanziarie anche di questo tracciato. Sulla situazione pesa anche la diversa proprietà dei due circuiti: l'AvD (Automobilclub von Deutschland), proprietario del Nürburgring, era contrario all'effettuazione del Gran Premio di Germania 2013 a Hockenheim, di proprietà dell'ADAC (Allgemeiner Deutscher Automobil-Club). Per tale ragione Bernie Ecclestone propose di chiamare la gara, in caso di permanenza a Hockenheim, Gran Premio d'Europa, vista la sua assenza nel calendario 2013. Nel gennaio 2013 la FIA ha ricevuto una richiesta da parte del Circuito di Portimão per far rientrare il Gran Premio del Portogallo già per la stagione 2013; a causa della crisi economica del Paese il gran premio non è stato inserito nel calendario.

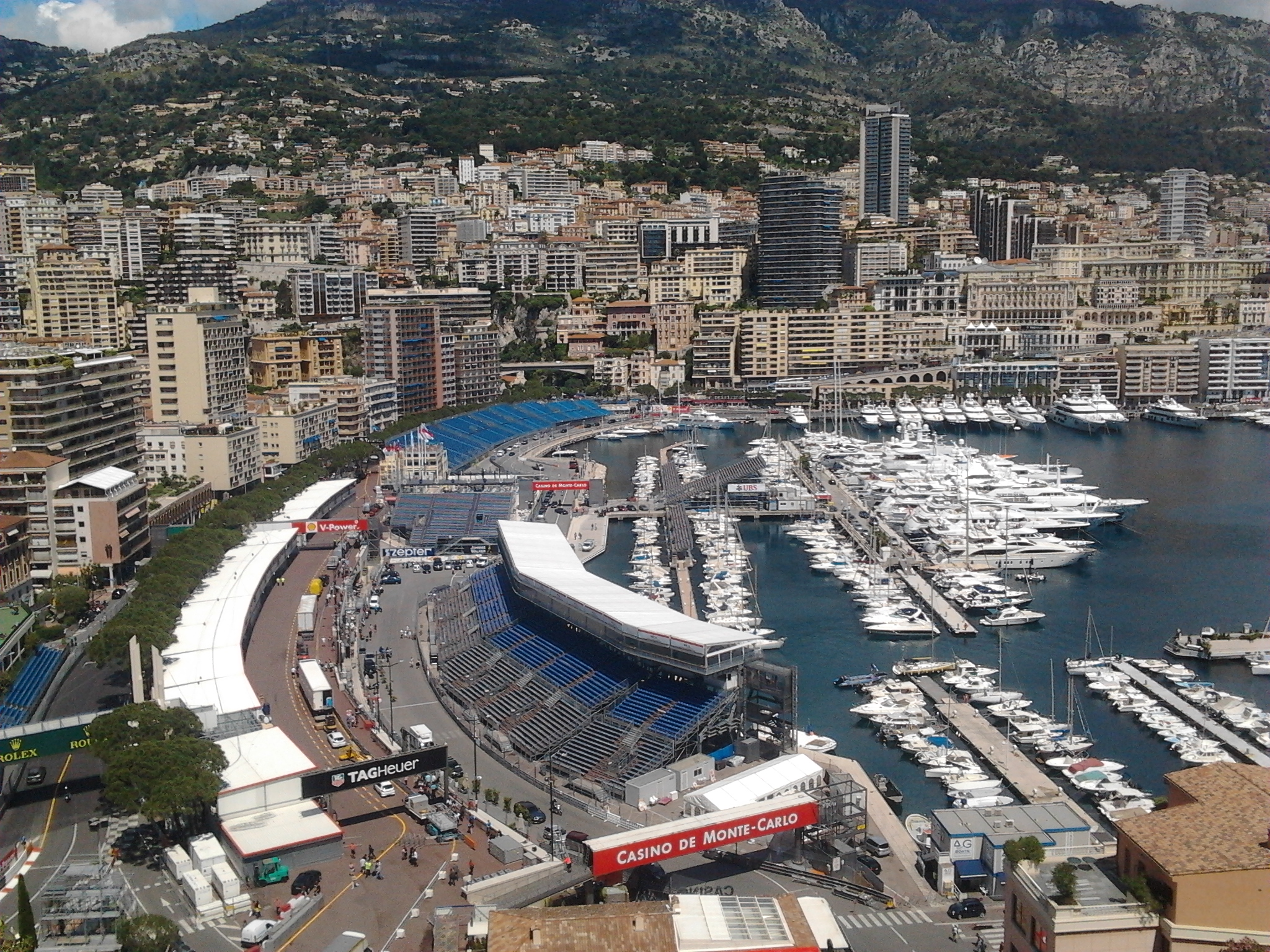
Il porto di Le Condamine che ospita i box del Gran Premio di Monaco 2013.

Anche prima dell'edizione 2013 del Gran Premio del Bahrein si sono verificati degli scontri tra manifestanti e polizia. La situazione politica del Paese aveva fatto cancellare l'edizione del 2011 e messo in forte dubbio quella del 2012; Bernie Ecclestone ha assicurato che la situazione è tranquilla, per quanto riguarda la disputa della gara. La FOM aveva comunque contattato gli organizzatori del Circuito di Losail, sede del Gran Premio del Qatar, quale possibile alternativa al tracciato del Bahrein, qualora la situazione dell'ordine pubblico fosse stata critica.
Il Gran Premio del Brasile è stato premiato col Race Promoters' Trophy quale gara meglio organizzata nella stagione. La gara era già stata premiata per l'edizione del 2006.
Nel marzo 2012 la presidentessa dell'Argentina, Cristina Fernández de Kirchner, annunciò l'intenzione di far rivivere il Gran Premio d'Argentina, con un progetto triennale da iniziare nel 2013. La proposta prevedeva un tracciato cittadino disegnato sulle strade di Mar del Plata, attorno alla base navale; malgrado tali annunci la gara non è stata inserita nel calendario.
A giugno 2012 la London Legacy Development Company e Bernie Ecclestone annunciarono la volontà di effettuare un gran premio all'interno del Parco Olimpico di Londra, utilizzato per i Giochi del 2012. Ecclestone dichiarò l'intenzione di raccogliere personalmente i fondi necessari per l'evento, ammettendo anche di aver prima inizialmente pensato quale sede la zona di Westminster, ma che il tentativo fallì per la mancanza di risorse. L'ipotesi venne abbandonata a dicembre quando la London Legacy Development Company rigettò il progetto per l'incertezza economica.
Nel giugno 2012 venne prospettato il ritorno del Gran Premio di Francia, che manca dal calendario iridato dal 2008, da tenersi sul Circuito Paul Ricard, probabilmente a fine agosto. Successivamente l'assenza dei fondi necessari ha fatto abortire il progetto.

### Riprese televisive
Da questa stagione Sky ottiene l'esclusiva per la trasmissione in diretta di tutti i gran premi per l'Italia; la RAI mantiene la possibilità di trasmettere in contemporanea a Sky nove gran premi in stagione, (Cina, Spagna, Canada, Ungheria, Italia, Singapore, Giappone, Stati Uniti, Brasile), oltre alla possibilità di trasmettere in differita le altre 10 gare.

## Modifiche al regolamento

### Regolamento tecnico

Il pannello posto sul musetto delle vetture per ragioni estetiche/funzionali (in rosso).

Viene consentito alla scuderie di porre un pannello sul musetto delle monoposto, al fine di eliminare l'antiestetico scalino, presentato da quasi tutte le vetture nel corso della stagione 2012, e dovuto all'introduzione di una nuova norma nata per garantire una maggiore sicurezza in caso di impatto frontale. Lo scalino sul muso fu immediatamente oggetto di critiche, sia da parte dei piloti come Mark Webber, che lo definì "brutto", sia da parte dei dirigenti come il team principal della Ferrari Stefano Domenicali.
Già al Gran Premio d'Australia 2012, Charlie Whiting, il delegato tecnico della FIA, annunciò che, sebbene il regolamento tecnico previsto per il 2014 avesse di fatto cancellato tale scalino, le autorità sportive avrebbero pensato a qualche rimedio già per la stagione 2013. La FIA successivamente approvò la proposta che consentiva ai costruttori di coprire tale scalino con un apposito pannello, che però non avrebbe dovuto alterare, migliorandolo, il profilo aerodinamico delle vetture, ma che a seconda delle soluzioni adottate in quella zona i vantaggi aerodinamici sono più o meno marcati.
La FIA rivede le procedure per la determinazione della flessibilità delle ali, con l'introduzione di una serie di test più approfonditi al fine di evitare la pratica delle ali troppo soggette a flessione durante la marcia della vettura. Le ali anteriori, in particolare, sono soggette a una revisione dei parametri di flessione, con una tolleranza permessa di 10 mm quando l'ala è soggetta a un carico di 100 kg.
Il cosiddetto sistema del "doppio DRS", sviluppato nel corso della stagione 2012, inizialmente da parte della Mercedes viene vietato. Il meccanismo, che utilizzava una serie di canalizzazioni che correvano lungo la monoposto al fine di creare lo stallo nell'ala anteriore, in contemporanea con l'utilizzo del DRS all'ala posteriore, avrebbe permesso alle vetture di raggiungere una velocità più alta, e una maggiore stabilità in curva. Il sistema fu soggetto a molte discussioni già nel corso della stagione 2012 in merito alla sua conformità al regolamento, anche se ispirò anche la Lotus a un proprio meccanismo simile, prima della decisione definitiva in merito al suo bando nel luglio 2012. Tuttavia la decisione bandiva solo il sistema escogitato dalla Mercedes e non quello ideato dalla Lotus.
Il peso minimo delle vetture è portato a 642 kg in modo da tener conto del peso delle nuove coperture previste per il 2013.
A seguito dell'incidente occorso nel Gran Premio di Germania a un cameraman, colpito da una gomma nella pit lane, la FIA introduce nuove norme di sicurezza. Tutti gli addetti al pit stop dovranno indossare un casco; la velocità nella pit lane è limitata a 80 km/h (60 a Monaco, Singapore e Melbourne). D'ora in avanti inoltre i cameraman dovranno seguire le stesse misure di sicurezza previste per i fotografi e non avranno più libero accesso alla pit lane. Analoghe regole sono stabilite per i giornalisti: solo 25 persone, tra giornalisti e fotografi, avranno accesso alla pit lane durante le prove libere, mentre la loro presenza sarà interdetta nelle altre fasi del weekend di gara. Per le televisioni sarà ammesso un solo giornalista e un solo operatore per ognuna delle reti televisive.

### Regolamento sportivo
In una riunione del Consiglio Automobilistico Mondiale della FIA la Federazione ha annunciato il suo progetto per introdurre delle misure per il controllo dei costi, da applicarsi a partire da questa stagione, in attesa che un accordo della stessa natura venga preso dai costruttori. Questo tentativo segue quello già effettuato dal precedente presidente della FIA, Max Mosley, da introdursi già nella stagione 2010, e l'uscita di Ferrari, Toro Rosso, Sauber e Red Bull dalla Formula One Teams Association, nel dicembre 2011, per contrasti sull'applicazione del Resource Restriction Agreement, sistema introdotto volontariamente dalle scuderie per il controllo delle spese in F1.
In seguito dell'uscita dal campionato dell'HRT, il numero di vetture in griglia si riduce a 22: ciò comporta una variazione delle procedure adottate durante le qualifiche. Nella prima e nella seconda fase di qualificazione verranno eliminate solo 6 vetture alla volta, (come nel periodo 2006-2008). La Q3 rimane invariata, e limitata perciò alle 10 migliori vetture.
Viene modificata la regola sull'utilizzo del Drag Reduction System (DRS). Da questa stagione l'utilizzo di tale meccanismo, in prova e in qualifica, non sarà più libero, ma verrà limitato alle sole zone in cui il DRS è attivabile durante la gara. La FIA annuncia anche che, ove possibile, nei tracciati del mondiale verranno introdotte due zone per l'attivazione del meccanismo.
La Federazione rimuove la regola sulla "forza maggiore", al fine di rendere maggiormente chiare le procedure di controllo delle vetture. Secondo tale norma una vettura, che non fosse stata capace di rientrare ai box autonomamente al termine delle qualifiche, ma per la quale il team avesse dimostrato che tale impedimento fosse dipeso da cause di forza maggiore, non dipendenti dalla condizione tecnica della vettura stessa, non sarebbe stata sanzionata per quanto previsto dal regolamento. Ora la "forza maggiore" non è più considerata come una valida ragione per non riportare una vettura ai box, senza incappare nelle penalizzazioni previste dal regolamento. Da questa stagione i commissari misurano la quantità di benzina rimasta nel serbatoio della vettura fermatasi sul tracciato, comparandola con quella minima necessaria prevista dal regolamento, e stabilendo così le eventuali penalità.
Tale norma è stata introdotta a seguito di quanto successe durante le qualifiche del Gran Premio di Abu Dhabi 2012, quando la Red Bull di Sebastian Vettel si fermò lungo la pista al termine delle stesse, senza essere capace di rientrare ai box. Inizialmente i commissari accettarono la spiegazione fornita dal team, relativa a un malfunzionamento del motore della monoposto ma, in seguito, scoprirono che la benzina rimasta nella vettura era troppo poca rispetto a quanto previsto dal regolamento. Vettel fu così retrocesso all'ultimo posto della griglia.
A seguito di un inasprimento delle sanzioni in merito allo stile di guida dei piloti avvenuto nel 2012, la Federazione ha introdotto un sistema di penalizzazioni simile a quello previsto per la "patente a punti". In base al nuovo sistema, a ogni infrazione di guida, si attribuisce un valore in punti che viene dedotto dalla Superlicenza. Qualora un pilota accumulasse un predeterminato numero di penalità, si troverebbe a subire un'esclusione automatica dalle corse.
Venne inizialmente cancellata la sessione di test durante la stagione, che nel 2012 si era tenuta al Mugello, al fine di contenere i costi per le scuderie. A seguito dei problemi di sicurezza con gli pneumatici questa sessione è stata reintrodotta, all'interno dei test per giovani piloti, previsti sul Circuito di Silverstone. A tale fine il 3 luglio 2013 lo Sporting Group della FIA ha abolito il comma del regolamento che vieta di effettuare prove, durante la stagione, con monoposto della stagione stessa.
La FIA introduce nuovi limiti al "coprifuoco", presente dal 2011, che consiste nel proibire al personale delle scuderie di accedere ai box nelle sei ore precedenti la prima sessione della giornata, a meno di alcune deroghe concesse durante l'anno, in numero limitato. Ora le deroghe sono limitate a due, e il divieto è esteso a 8 ore.
Sono aumentate le tasse di iscrizione al campionato per i team. Prima fissate a 309 000 € in quota eguale per tutti, dal 2013 sono proporzionate ai punti ottenuti nel corso della stagione precedente. Le scuderie sono tenute a versare 500 000 $ (€ 389 525), più 5 000 $ (€ 3 895) per ogni punto. La parte variabile della tassa, per la scuderia campione del mondo, viene determinata in 6 000 $ (€ 4 614) a punto. A causa dei 460 punti segnati nel 2012 la Red Bull Racing, scuderia campionessa del mondo, si trova ora a pagare 3 260 000 $, cifra vicina ai 2 milioni e mezzo di euro.

## Riassunto della stagione

### Gran Premio d'Australia
Al via Sebastian Vettel mantiene il comando, mentre il suo compagno di scuderia, Mark Webber, è autore di una partenza infelice che lo fa retrocedere in settima posizione. Dietro al campione del mondo si inserisce Felipe Massa, seguito da Lewis Hamilton e Fernando Alonso. Nel corso del primo giro Alonso si porta in terza posizione, dopo aver passato Hamilton. L'inglese, nel secondo giro, perde un'altra posizione, a favore di Kimi Räikkönen.

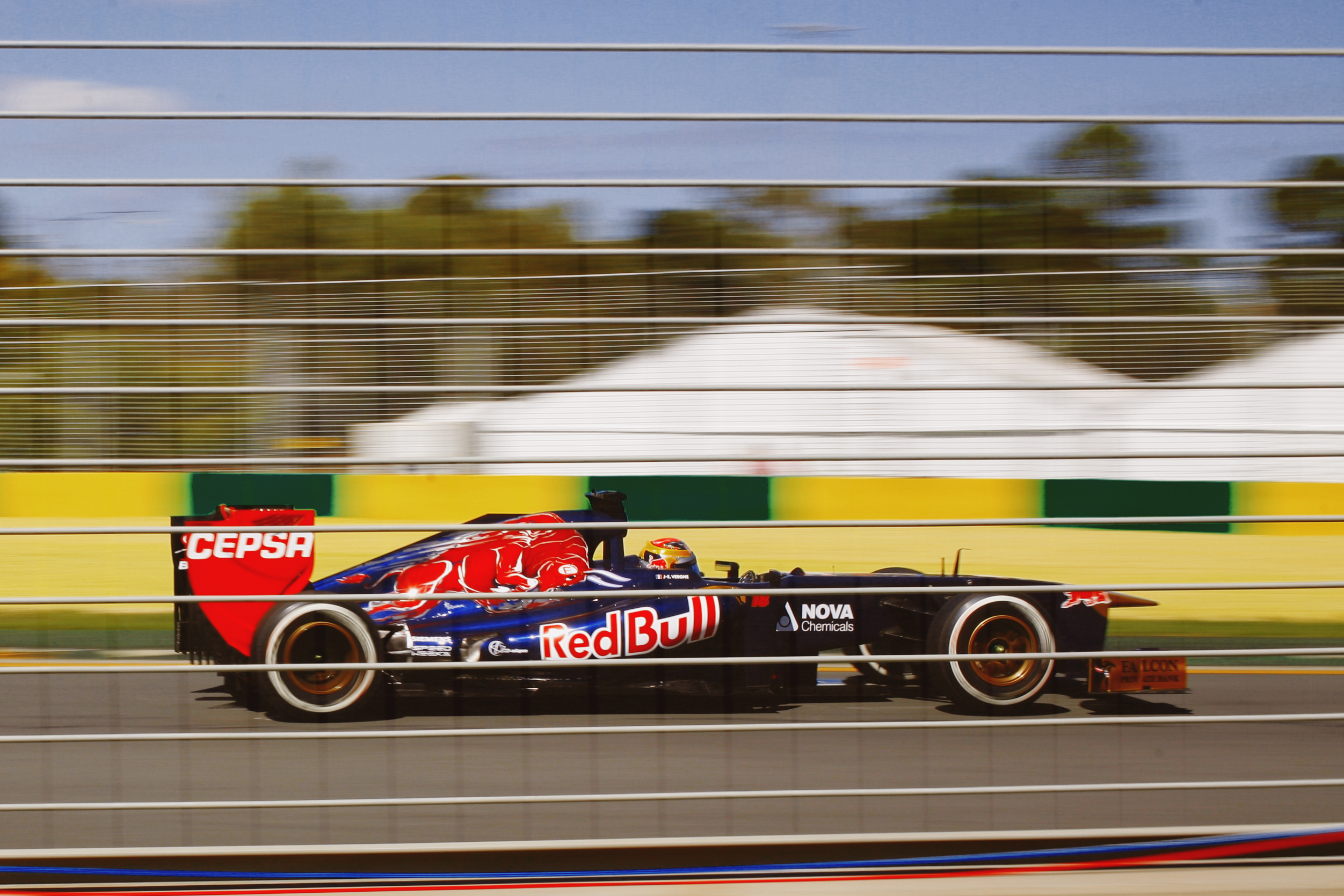
La Toro Rosso di Jean-Éric Vergne durante le libere del venerdì del Gran Premio d'Australia.

Le vetture di testa montano gomme "supersoft", e già al giro 4 Jenson Button compie il suo primo cambio gomme. Tra il settimo e il nono giro vanno al cambio gomme tutti i migliori quattro della classifica. Si pone così in testa Lewis Hamilton, seguito dall'altro pilota della Mercedes, Nico Rosberg, e da Adrian Sutil, partito con gomme "medie". I due della Mercedes cambiano gli pneumatici tra il tredicesimo e quattordicesimo passaggio. Si porta a condurre così Sutil, seguito da Sebastian Vettel, Felipe Massa, Fernando Alonso e Kimi Räikkönen.
Al giro 20 Alonso anticipa la sua seconda sosta; un giro dopo vanno al cambio gomme anche i primi due della classifica. Al momento del rientro in pista entrambi si trovano dietro al ferrarista. Un giro e Vettel prende una posizione a Sutil. Al giro 23 è il turno del secondo pit stop per Massa, che rientra dietro a Sutil. La classifica vede ora al comando Kimi Räikkönen, seguito dal duo della Mercedes, poi Fernando Alonso, Sebastian Vettel, Adrian Sutil e Felipe Massa. Alonso passa Hamilton al giro 30; poco dopo il britannico va al cambio gomme, come fatto poco prima da Nico Rosberg. Dopo questa seconda sosta dei due piloti della Mercedes, tutti scalano di due posizioni.
Räikkönen, al giro 34, effettua il secondo cambio degli pneumatici. Il finlandese rientra in pista quinto. Comanda ora Alonso. Tra il giro 36 e il 39 vanno al terzo cambio di gomme Massa, Vettel e Alonso. Quando lo spagnolo rientra in pista è dietro a Räikkönen. La gara è comandata da Sutil, cui segue il finlandese, Alonso, Vettel e Massa. Al giro 46 Adrian Sutil effettua il suo ultimo cambio gomme, montando gomme "supersoft".
Kimi Räikkönen riesce a condurre la gara fino al termine, senza essere mai avvicinato da Fernando Alonso, che chiude secondo. Al terzo posto Sebastian Vettel, seguito da Felipe Massa, Lewis Hamilton e Mark Webber.

### Gran Premio della Malesia

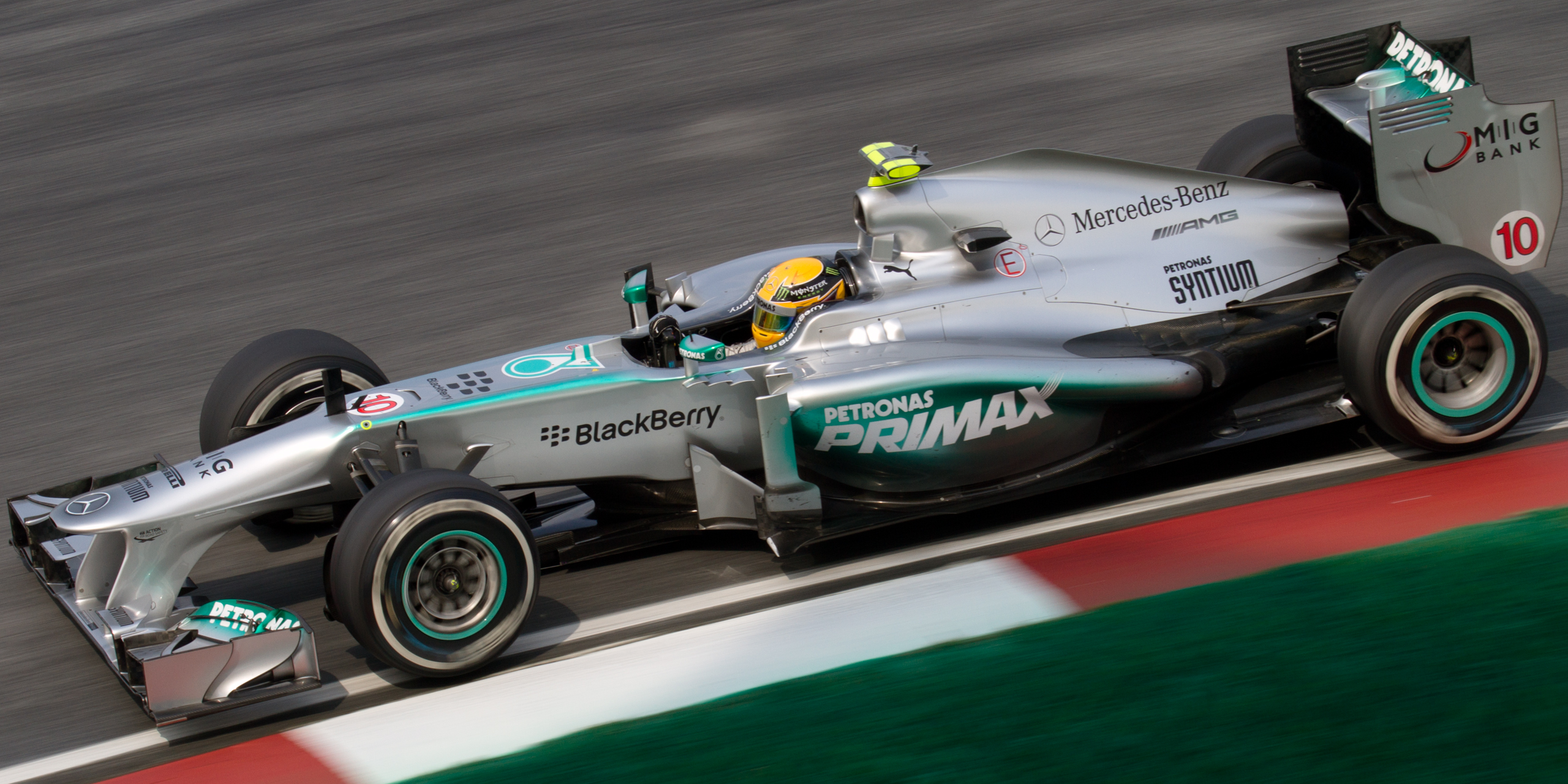
Lewis Hamilton, alla seconda gara con la Mercedes, conquista il suo primo podio.

Alla partenza, con pista umida, tutti montano gomme intermedie. Al via Sebastian Vettel mantiene il comando; Fernando Alonso, che ha passato Felipe Massa, danneggia l'ala anteriore in un contatto col leader della gara. Nel corso del primo giro Alonso viene passato da Mark Webber, ma riesce poi a risuperare l'australiano. Lo spagnolo decide però di non fermarsi ai box per sostituire l'ala che cede all'inizio del secondo giro, costringendolo al ritiro.
La classifica vede, dopo Vettel, il suo compagno di scuderia Webber, poi Lewis Hamilton, Jenson Button, Nico Rosberg, Felipe Massa, Sergio Pérez e Adrian Sutil. Al giro 3 Rosberg passa Button, portandosi così in terza posizione.
Al quinto giro Vettel opta per un cambio gomme, ove monta coperture da asciutto: il tedesco però nei primi metri sembra avere difficoltà a tenere in pista la sua monoposto. Dopo queste soste il nuovo leader è Webber, che precede Vettel, Hamilton, Rosberg, Button, Hülkenberg e Massa. La classifica rimane invariata sino alla seconda tornata di soste, tra il 19º e 21º giro. Si riscontrano dei problemi nel fissaggio delle ruote sulle Force India, che sono entrambe poi costrette al ritiro. Ora Massa ha sopravanzato Hülkenberg per il sesto posto; il tedesco della Sauber è passato anche da Romain Grosjean.
Dal trentesimo al trentaduesimo giro vanno al pit stop i migliori della classifica. Jenson Button si trova così primo, fino al giro 35, quando viene passato da Mark Webber, che riprende il comando della gara. Un giro dopo, quando l'inglese va al cambio gomme, la sua scuderia monta in maniera errata la gomma anteriore destra, facendo perdere a Button l'opportunità di finire nei punti. All'uscita dai box Vettel perde una posizione su Hamilton, e rientra poco prima di Rosberg.
Tre giri dopo Sebastian Vettel supera sul rettifilo principale Lewis Hamilton, riportandosi al secondo posto. La quarta tornata di cambi gomme si verifica tra il 41º e il 43º giro. Webber riesce a mantenere il comando su Vettel, anche se per pochi metri. Tra i due piloti della Red Bull Racing si scatena subito la battaglia per il primo posto, che si conclude al giro 45 con Vettel che passa il compagno di scuderia. Felipe Massa effettua il suo ultimo stop al giro 48: con gomme nuove il brasiliano passa prima Pérez, poi le due Lotus, riportandosi così in quinta posizione.
Sebastian Vettel vince così davanti a Mark Webber e alle due Mercedes di Lewis Hamilton e Nico Rosberg. Per il tedesco è il successo numero 27 nel mondiale. La Red Bull Racing fa sua la trentacinquesima vittoria, come Brabham e Renault.

### Gran Premio di Cina
Al via Lewis Hamilton tiene la testa della corsa, seguito da Fernando Alonso e da Felipe Massa, che bruciano al via Kimi Räikkönen. Le due Ferrari superano Hamilton all'inizio del quarto giro. Sempre nel giro Romain Grosjean prende la quinta piazza a Nico Rosberg.
Al giro 5 vanno ai box per il primo cambio gomme le due Mercedes, seguite poi da Fernando Alonso. Ora la classifica vede in testa Nico Hülkenberg, seguito da Sebastian Vettel, Jenson Button (che non hanno cambiato). I primi due cambiano le coperture al giro 15. Button si trova così primo, seguito da Fernando Alonso, Lewis Hamilton, Kimi Räikkönen e Sergio Pérez. Massa, dopo il pit stop, si trova dietro al messicano.
Al sedicesimo giro Mark Webber tocca Jean-Éric Vergne. Torna ai box col musetto danneggiato, rientra in pista ma, poco dopo, perde una gomma, che poi attraversa la pista senza però colpire nessuna altra vettura. Al giro 20 Alonso passa Button, tornando al primo posto. Tre giri dopo entrambi vanno al pit stop. Ora a condurre torna Vettel, seguito da Hülkenberg, e nuovamente da Alonso. Lo spagnolo riprende il comando superando Vettel al giro 29. Un giro dopo Räikkönen passa Button, e torna terzo, dietro ad Alonso e Vettel.
Tra il 35º e 37º giro vanno a un nuovo cambio gomme sia Räikkönen che Hamilton, mentre Alonso attende il giro 41. Dopo il cambio gomme Alonso è secondo, dietro a Vettel, ma lo sorpassa subito. Ora la classifica vede primo Fernando Alonso, seguito da Vettel, Räikkönen, Hamilton, Button e di Resta. Al giro 49 ultimo cambio gomme per Button, seguito due giri dopo da Vettel. Il tedesco scende al quarto posto, e negli ultimi giri si riavvicina al podio, ma senza riuscire a superare Hamilton.
Fernando Alonso vince così per la trentunesima volta nel mondiale, ottenendo la duecentoventesima prima piazza per la Ferrari.

### Gran Premio del Bahrein
Al via Nico Rosberg mantiene il comando della gara, seguito da Fernando Alonso, Sebastian Vettel, Paul di Resta e Felipe Massa. Vettel è capace di passare Alonso già nel corso del primo giro, e al secondo Rosberg, ponendosi così al comando. Alonso ingaggia, a sua volta, un lungo duello con Rosberg, prima di passarlo nel giro 4. Dopo un giro il tedesco è sorpassato anche da di Resta.
Fernando Alonso è costretto ai box al settimo giro per sistemare il DRS, che rimane aperto sulla sua monoposto: rientra in pista diciassettesimo. Lo spagnolo riprova ad utilizzare il dispositivo che si blocca nuovamente, costringendolo a un nuovo stop.
Tra il decimo e l'undicesimo giro vanno al cambio gomme i migliori. Si trova così al comando Paul di Resta, seguito da Kimi Räikkönen, Nico Hülkenberg. Vettel al quattordicesimo giro torna a condurre, dopo un sorpasso su Räikkönen e il primo pit stop per di Resta. La classifica vede, dopo il tedesco della Red Bull e il finlandese, Mark Webber, Nico Rosberg, Jenson Button, Felipe Massa, Romain Grosjean, Sergio Pérez e Paul di Resta. Räikkönen effettua il cambio gomme al giro 16, mentre, un giro dopo, Massa è costretto nuovamente al cambio gomme per il dechappamento della posteriore destra.
Al diciannovesimo giro sia Button che Grosjean passano Rosberg, che un giro dopo cambia le gomme per la seconda volta; tra Button e Grosjean si verifica un bel duello, concluso con il pit stop di Button al giro 21. Quattro giri dopo è il turno di Vettel, che tiene il comando della gara, seguito da Grosjean, di Resta, Räikkönen, Webber, Pérez e Hülkenberg. Un giro dopo di Resta si pone secondo, passando Grosjean, che va poi al cambio gomme al giro 27. Tra il ventinovesimo e il trentaduesimo giro Jenson Button e Sergio Pérez, compagni alla McLaren, lottano per la quinta piazza, con l'inglese che passa il messicano e poi resiste ai suoi contrattacchi.
Al giro 33 Räikkönen è secondo dopo aver sorpassato di Resta, mentre dalle retrovie si rivede Alonso che ora è in zona punti. Tre giri dopo Webber va al terzo pit stop, poi al giro 42, è il turno anche di Vettel e Grosjean. La classifica vede sempre in testa il tedesco della Red Bull, seguito da Kimi Räikkönen, Paul di Resta, Mark Webber e Romain Grosjean: un giro dopo il francese prende una posizione a Webber.
Al giro 44 Hamilton passa Button per il sesto posto; il pilota della McLaren cede poi anche a Pérez e Alonso. Lo spagnolo riesce, pur senza DRS, ad avere la meglio anche su Pérez. La rincorsa di Hamilton prosegue al giro 50 con il sorpasso di Webber, con l'australiano che ripassa, tre giri dopo. Negli ultimi giri prima Sergio Pérez ripassa Fernando Alonso, poi passa anche Webber, a sua volta già ripassato da Hamilton.
Sebastian Vettel, Kimi Räikkönen e Romain Grosjean ripropongono lo stesso identico podio dell'edizione 2012: tale evento si era verificato solo per le edizioni 1964 e 1965 del Gran Premio di Gran Bretagna (con Jim Clark primo, Graham Hill secondo e John Surtees terzo) e per le edizioni 1998 e 1999 del Gran Premio di Spagna (con Mika Häkkinen vincitore, David Coulthard secondo e Michael Schumacher terzo).

### Gran Premio di Spagna
Al via Nico Rosberg mantiene il comando seguito da Sebastian Vettel e Kimi Räikkönen; Fernando Alonso, già nel corso del primo giro, passa Lewis Hamilton e lo stesso Räikkönen. Dietro ai primi cinque si piazza Felipe Massa, seguito da Sergio Pérez.
Al settimo giro Räikkönen passa Hamilton per la quarta posizione: il britannico è passato anche da Massa il giro seguente. Tra il giro 8 e il giro 11 effettuano il primo cambio gomme i migliori della classifica: Fernando Alonso guadagna una posizione, ponendosi tra Rosberg e Vettel. Al comando nel frattempo c'è Esteban Gutiérrez, per la prima volta nel mondiale. Rosberg appare in difficoltà e cede diverse posizioni in pochi giri. Prima è passato da Alonso, poi da Vettel, Massa e Räikkönen. Gutiérrez va al cambio gomme al quattordicesimo giro. Ora la classifica vede in testa Fernando Alonso, seguito da Sebastian Vettel, Felipe Massa, Kimi Räikkönen, Nico Rosberg, Mark Webber e Sergio Pérez.
Al giro 21 Massa compie il secondo pit stop, seguito al giro 22 da Alonso, al giro 25 da Vettel e due giri dopo da Räikkönen. La classifica vede ora nuovamente al comando lo spagnolo della Ferrari, seguito da Massa, Vettel e Räikkönen. Il finlandese conquista la terza posizione con un sorpasso su Vettel al trentatreesimo giro. Il terzo stop per le Ferrari al giro 37: appena rientrato in pista Alonso passa Kimi Räikkönen, che ora è secondo davanti a Vettel. Dopo il terzo pit stop del tedesco, al giro 40, Massa torna terzo.
Kimi Räikkönen effettua il suo terzo cambio gomme al giro 46, scendendo al terzo. Tra il giro 50 e 52 vanno al quarto cambio gomme Alonso, Massa e Vettel. Alonso mantiene il comando della gara, seguito però da Kimi Räikkönen, che ha sopravanzato Massa. Negli ultimi giri Massa tenta di avvicinarsi a Räikkönen, ma senza impensierirlo.
Fernando Alonso vince per la seconda volta in carriera il gran premio di casa, precedendo Kimi Räikkönen e Felipe Massa. Il giro veloce è conquistato per la prima volta da Esteban Gutiérrez.

### Gran Premio di Monaco
In partenza Nico Rosberg tiene il comando, seguito da Lewis Hamilton, le due Red Bull, poi Kimi Räikkönen, Fernando Alonso e Sergio Pérez. Pastor Maldonado è costretto subito ai box per sostituire l'ala anteriore, che ha subito una toccata.
La situazione resta immutata per diversi giri quando, al 26º giro Webber, quarto, effettua il suo primo pit stop. Al giro 30 Massa è nuovamente protagonista di un incidente alla santa Devota: i commissari di corsa decidono di fare entrare la safety car. Ne approfittano per fare il cambio gomme Sebastian Vettel, e il duo di testa della Mercedes. Hamilton perde così due posizioni, ritrovandosi dietro alle due Red Bull.
La gara riparte e, al 40º giro, Hamilton tenta, senza successo di passare Webber alla Rascasse. Nelle retrovie Jenson Button, viene passato dal compagno di scuderia Pérez per il settimo posto. Al giro 44 Alonso, per difendersi da Pérez, passa oltre il cordolo, alla chicane dopo il Tunnel. Due giri più tardi, poco prima della curva del Tabaccaio, la Marussia di Max Chilton tocca la Williams di Pastor Maldonado: la monoposto sbatte contro le barriere. Al fine di riposizionarle correttamente la direzione di gara espone la bandiera rossa che interrompe il gran premio. Alla ripartenza Alonso è costretto a cedere la posizione a Sergio Pérez.
Tra il 51º e 57º giro Adrian Sutil passa sia Jenson Button che Fernando Alonso, portandosi al settimo posto, dietro a Pérez. Al giro 62 Romain Grosjean tampona Daniel Ricciardo, subito fuori dal Tunnel. Viene nuovamente rimandata in pista la vettura di sicurezza. Al 70º giro Pérez tampona Kimi Räikkönen: il finlandese è costretto ai box per sostituire una gomma forata. Scende così in sedicesima posizione. Un giro dopo Button prende una posizione ad Alonso, mentre al giro 73 Pérez è costretto al ritiro.
Nico Rosberg vince per la seconda volta nel mondiale, precedendo le due Red Bull Racing di Sebastian Vettel e Mark Webber.

### Gran Premio del Canada

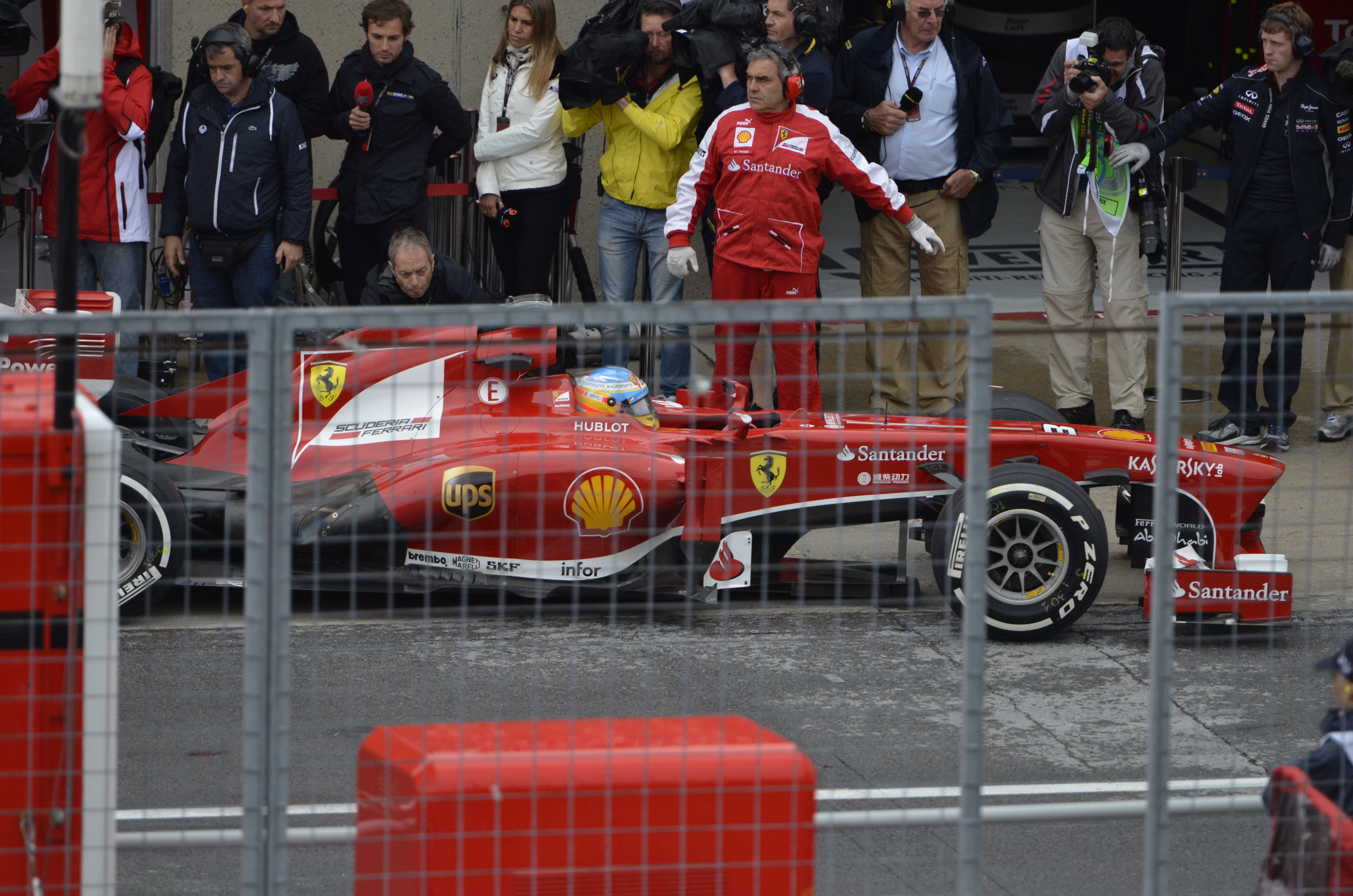
Fernando Alonso chiude secondo il Gran Premio del Canada.

In partenza Sebastian Vettel è davanti alle due Mercedes, Mark Webber, Valtteri Bottas e Fernando Alonso.
Nel secondo giro Fernando Alonso supera Valtteri Bottas portandosi al 4º posto, mentre Bottas si vedrà infilato da Jean-Éric Vergne al quinto giro e causerà un testacoda a Adrian Sutil che ritornerà in pista dietro a Felipe Massa. Alonso partito dalla sesta posizione deve sperare in una rimonta e ci riesce infatti.
Nel trentesimo giro Nico Rosberg viene superato da Mark Webber e da Fernando Alonso subito dopo. Dopo questo sorpasso, Mark Webber (3º) e Fernando Alonso (4º) si daranno battaglia fino al giro 41 in cui Fernando Alonso supera Mark Webber passando al 3º posto. Dopo il sorpasso si lancerà all'inseguimento di Lewis Hamilton che supererà al 62º giro raggiungendo la 2º posizione.
Nel 63º giro Esteban Gutiérrez fa un incidente nella curva 2 e nel tentativo di rimuovere la vettura, un operaio verrà investito da una gru e morirà in nottata. Tranne un sorpasso di Felipe Massa ai danni di Kimi Räikkönen nel 68º giro, non si verificano altri cambiamenti in classifica e Sebastian Vettel vince la gara davanti a Fernando Alonso e Lewis Hamilton. Gli altri a punti sono: Mark Webber, Nico Rosberg, Jean-Éric Vergne, Paul di Resta, Felipe Massa, Kimi Räikkönen e Adrian Sutil. Valtteri Bottas, nonostante il 3º posto in griglia, arriva solo 14º.

### Gran Premio di Gran Bretagna
Al via Lewis Hamilton mantiene il comando, seguito da Sebastian Vettel, Nico Rosberg, Adrian Sutil, Felipe Massa, Kimi Räikkönen e Daniel Ricciardo; nelle retrovie si fa largo Fernando Alonso, che passa una McLaren e Romain Grosjean e si pone ottavo.

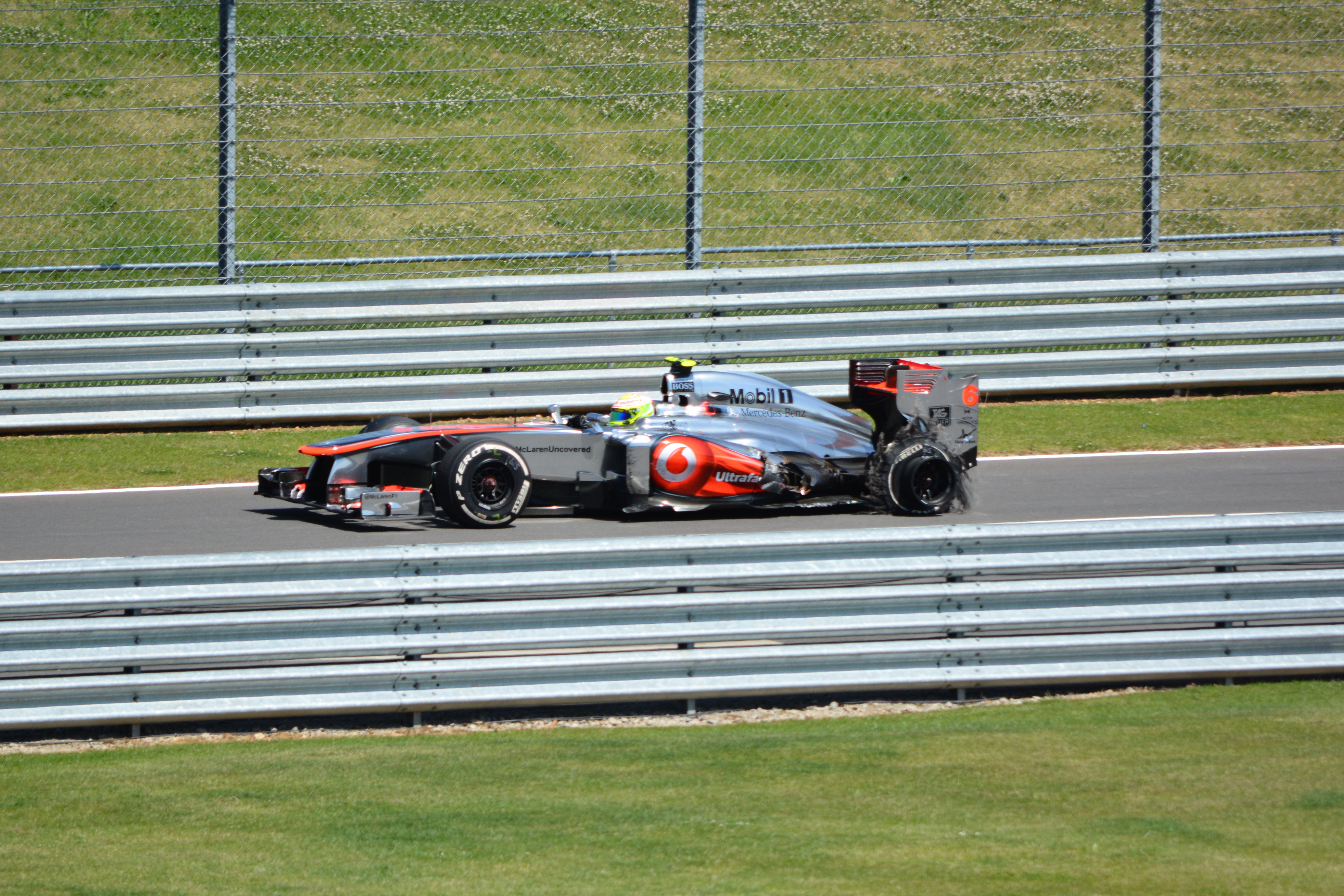
Sergio Pérez su McLaren è uno dei piloti costretti al ritiro per il dechappamento di una gomma durante il GP di Gran Bretagna.

La gara di Hamilton è penalizzata dallo scoppio della gomma posteriore sinistra nel corso dell'ottavo giro. Va così a condurre Vettel, seguito da Rosberg. Tre giri dopo lo stesso problema tecnico si verifica sulla vettura di Felipe Massa. Tra il giro 11 e il 13 vanno al cambio gomme i migliori della gara; la classifica resta immutata con Sebastian Vettel davanti ai connazionali Nico Rosberg e Adrian Sutil. Al giro 14 vi è il terzo scoppio di uno pneumatico in gara: questa volta tocca a Jean-Éric Vergne: La direzione di corsa decide di inviare in pista la safety car per consentire agli steward di ripulire il tracciato dai detriti di gomma.
Alla ripartenza Vettel mantiene il comando, Fernando Alonso è risalito in quarta posizione, mentre più dietro Mark Webber passa Sergio Pérez per l'ottava posizione. Al giro 28 Ricciardo è sesto, dopo aver superato Grosjean. Inizia, poco dopo, il secondo giro di pit stop, per i migliori della gara. Vettel mantiene sempre il comando, seguito da Nico Rosberg; ora però terzo è Kimi Räikkönen, che precede Fernando Alonso e Mark Webber. Al 35º passaggio l'australiano passa Alonso.
Al 41º giro Sebastian Vettel è costretto al ritiro per un guasto al cambio: scala così in prima posizione Rosberg, seguito da Räikkönen e Alonso, che però va subito al terzo cambio gomme. La direzione di gara decide nuovamente per l'invio della vettura di sicurezza in pista, per consentire la rimozione della Red Bull del campione del mondo, ferma all'altezza del rettilineo di partenza. Subito vanno al cambio gomme Rosberg e Webber. Alla ripartenza perciò Alonso è sesto, passato da Sutil, Ricciardo e Webber. Webber passa subito Ricciardo.
Poco dopo anche sulla vettura di Sergio Pérez scoppia uno pneumatico; la gara però prosegue regolarmente. Mark Webber passa anche Sutil, conquistando così la terza posizione, mentre Daniel Ricciardo è passato sia da Alonso che da Hamilton. Räikkönen, che ha effettuato solo due cambi gomme, cede diverse posizioni nei giri finali: retrocede dal secondo al quinto posto. Negli ultimi giri Webber si avvicina a Rosberg che però vince con un certo margine. Per il tedesco è la terza vittoria in carriera in F1. Precede Mark Webber, Fernando Alonso e Lewis Hamilton.

### Gran Premio di Germania

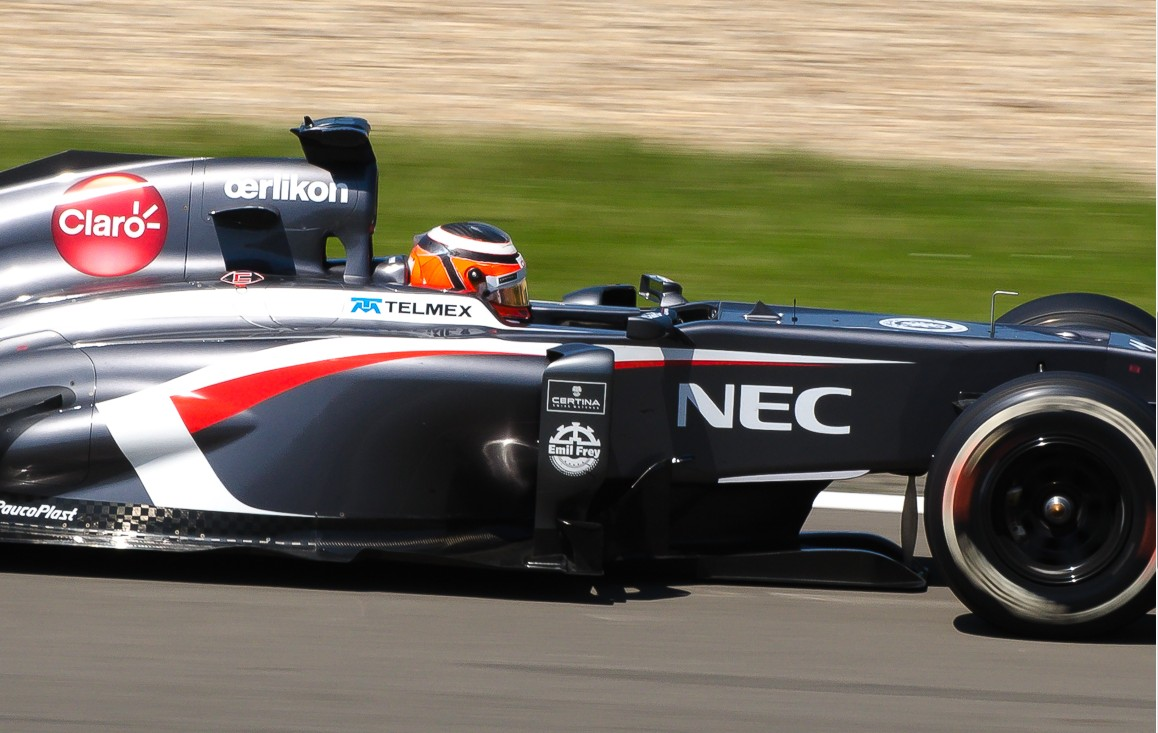
Nico Hülkenberg termina la gara di casa in zona punti.

Al via Hamilton viene sopravanzato da Sebastian Vettel e Mark Webber, che si inseriscono in prima e seconda posizione. Kimi Räikkönen e Grosjean mantengono il quarto e il quinto posto, mentre Felipe Massa ha la meglio su Daniel Ricciardo e conquista la sesta piazza. Proprio il pilota brasiliano è, però, il primo dei ritirati: nel corso del quarto giro il pilota della Ferrari perde il controllo della vettura, andando in testacoda e non riuscendo a ripartire per un problema al cambio.
Il primo pilota a effettuare il cambio gomme nel gruppo di testa è Hamilton, che rientra ai box al sesto giro, seguito poco dopo da Vettel, Räikkönen e Webber. Durante il cambio gomme di quest'ultimo, i meccanici della Red Bull non riescono a fissare correttamente la ruota posteriore destra, che si stacca dalla vettura rotolando nella corsia dei box e colpendo un operatore televisivo, che riporta delle fratture. Grosjean prende quindi il comando davanti ad Alonso. Il pilota francese prosegue fino al tredicesimo passaggio, tornando in pista in seconda posizione alle spalle di Vettel. Diversi piloti partiti con gli pneumatici di mescola media approfittano delle soste per risalire in classifica: Button si porta al terzo posto, Pastor Maldonado e Valtteri Bottas in settima e ottava posizione. Quando anche questi tre piloti hanno effettuato il loro primo cambio gomme, tra il ventunesimo ed il ventiduesimo passaggio, Vettel si trova al comando davanti a Grosjean, Räikkönen, Alonso, Button, Sergio Pérez, Nico Hülkenberg e Lewis Hamilton.
Al ventiduesimo giro sulla Marussia di Jules Bianchi cede il motore. La vettura del francese subisce un principio d'incendio, ma i commissari tardano a intervenire e la monoposto, abbandonata in una via di fuga in pendenza, attraversa la pista, fermandosi nella via di fuga opposta. La direzione gara fa entrare in pista la safety car, del cui ingresso parecchi piloti approfittano per effettuare il secondo cambio gomme. La gara riparte al ventinovesimo passaggio, con Vettel in testa davanti a Romain Grosjean, Räikkönen, Alonso, Button, Hülkenberg, Hamilton, Maldonado, Peréz e Adrian Sutil.
Al quarantesimo giro Grosjean effettua la sua ultima sosta, imitato una tornata più tardi da Vettel, che rientra in pista davanti al francese. Räikkönen prende il comando, rimanendo in pista fino al quarantanovesimo giro e montando poi gomme morbide. Alonso compie la stessa mossa: i due tornano in pista in terza e quarta posizione, rimontando velocemente su Vettel e Grosjean. La Lotus ordina al pilota francese di lasciar passare il compagno di squadra, che si avvicina a Vettel nelle ultime tornate ma non riesce a superarlo. Il pilota tedesco vince il Gran Premio di casa davanti a Räikkönen, Grosjean e Alonso. Hamilton supera Jenson Button all'ultimo giro, mentre Webber, scivolato in fondo al gruppo dopo la prima sosta, recupera fino alla settima posizione. Chiudono la zona punti Pérez, Rosberg e Hülkenberg.

### Gran Premio d'Ungheria
Al via Hamilton riesce a mantenere la prima posizione, mentre Vettel non ha un buono scatto e viene attaccato da Grosjean, riuscendo comunque a resistere al suo attacco. Le Ferrari si infilano in quarta e quinta posizione, con Felipe Massa che tocca Nico Rosberg, provocando la rottura dell'alettone anteriore della propria vettura. Buona partenza per Mark Webber e Jenson Button, che si piazzano alle spalle delle due Ferrari e di Kimi Räikkönen. Hamilton mantiene comodamente la prima posizione, mentre Vettel si ritrova alle spalle Grosjean. Le due Ferrari invece sembrano in difficoltà, non riuscendo a tenere in nessun modo il passo del battistrada, e Raikkonen e Webber iniziano a tallonarle.
Al primo rientro ai box le posizioni rimangono le stesse, con Kimi Räikkönen che supera Massa e con Vettel e Grosjean dietro a Button, l'unico insieme a Webber a puntare ad una strategia differente dagli altri. Hamilton rientra in seconda posizione, proprio dietro a Webber, che poco dopo, a causa del degrado delle proprie gomme, rientra ai box, e lo stesso fanno poco dopo i piloti della McLaren e Gutiérrez, gli unici senza soste all'attivo. Webber rientra in pista dietro ad Hamilton e al compagno di squadra. Intanto Grosjean sconta una penalità per un tentativo di sorpasso azzardato su Button, perdendo la possibilità di lottare per la vittoria. Alonso viene superato nella sosta ai box da Kimi Räikkönen, e Massa mantiene la posizione su Rosberg, pur venendo superato da Button.
Dopo la seconda sosta ai box, la Lotus decide di puntare per Räikkönen ad una strategia a due soste. Hamilton continua a condurre la gara, con dietro Vettel, Webber e Kimi Räikkönen. I primi due si fermano, lasciando la seconda posizione a Räikkönen. I piloti Red Bull iniziano a recuperare sul finlandese, che riesce però a mantenere la seconda posizione fino alla fine. Hamilton trionfa, vincendo la sua prima gara in stagione, seguito da Räikkönen, dalle due Red Bull, e da Alonso, che nel finale riesce a resistere agli attacchi di Grosjean. Alle spalle del francese giungono Button e Massa. Negli ultimi giri si ritira Rosberg per un cedimento. Gli ultimi punti disponibili vengono conquistati da Pérez e da Pastor Maldonado, che porta alla Williams il primo punto in stagione. Grosjean viene penalizzato di venti secondi a fine gara sempre per il sorpasso spregiudicato su Button, restando comunque in sesta posizione.
Con questo risultato Vettel allunga in classifica e Räikkönen scavalca Alonso, portandosi per un punto davanti al pilota spagnolo, con Hamilton che rimane sempre in quarta posizione, ma si avvicina notevolmente a Räikkönen e ad Alonso. Nel mondiale costruttori la Red Bull è sempre più leader, mentre per la seconda posizione è lotta fra Mercedes, Ferrari e Lotus.

### Gran Premio del Belgio

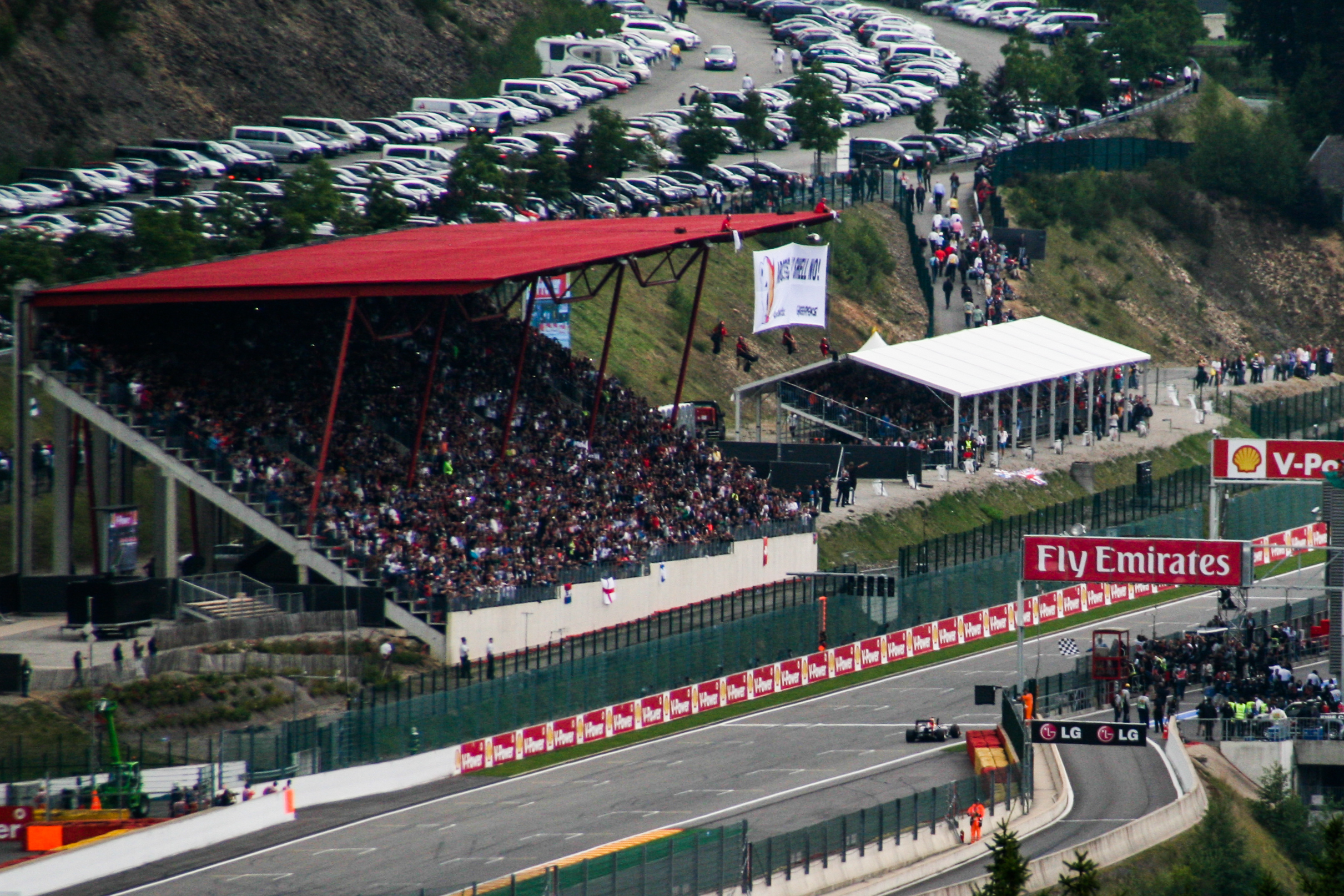
Sebastian Vettel taglia vittorioso il traguardo del GP del Belgio.

Alla partenza Lewis Hamilton riesce a mantenere la posizione, con Mark Webber che perde diverse posizioni, mentre Fernando Alonso risale alla quinta posizione. Poco dopo Hamilton viene passato da Vettel, che si appropria del comando della corsa, che manterrà sino alla fine. Poco dopo Alonso scavalca Nico Rosberg e Jenson Button, e si porta subito dietro ai primi.
Non si modifica la classifica sino alla sosta ai box, dove Alonso supera Hamilton, e riesce ad avvicinarsi a Vettel, senza impensierirlo. Non si registrano altri cambiamenti importanti. Poco dopo Kimi Räikkönen, nel tentativo di agguantare la settima posizione ai danni di Felipe Massa, ha un guasto ai freni ed è costretto al ritiro. Intanto Vettel inizia ad imporre un ritmo insostenibile.
Nessun cambiamento di rilievo dopo il secondo rifornimento, e Vettel mantiene la prima posizione con un vantaggio comodo. Con la sosta, Rosberg s'è avvicinato al compagno di squadra, che non riesce però a superarlo, mentre anche Webber è costretto ad accodarsi. Button, che navigava in terza posizione, si ferma per l'ultima volta, scendendo in sesta posizione, che mantiene fino alla fine. Nel frattempo Massa supera Grosjean, e si piazza in settima posizione.
Vettel vince quindi il Gran Premio, per la seconda volta in carriera, precedendo Fernando Alonso. Dietro i due si classificano le Mercedes, la Red Bull di Webber, Button, Massa, Grosjean, Sutil e Ricciardo. Con questo risultato Vettel continua la sua fuga solitaria nel mondiale. Alonso ed Hamilton, col ritiro di Räikkönen, lo superano nella classifica dei piloti. Nella classifica dei costruttori si consolida il primato della Red Bull.

### Gran Premio d'Italia

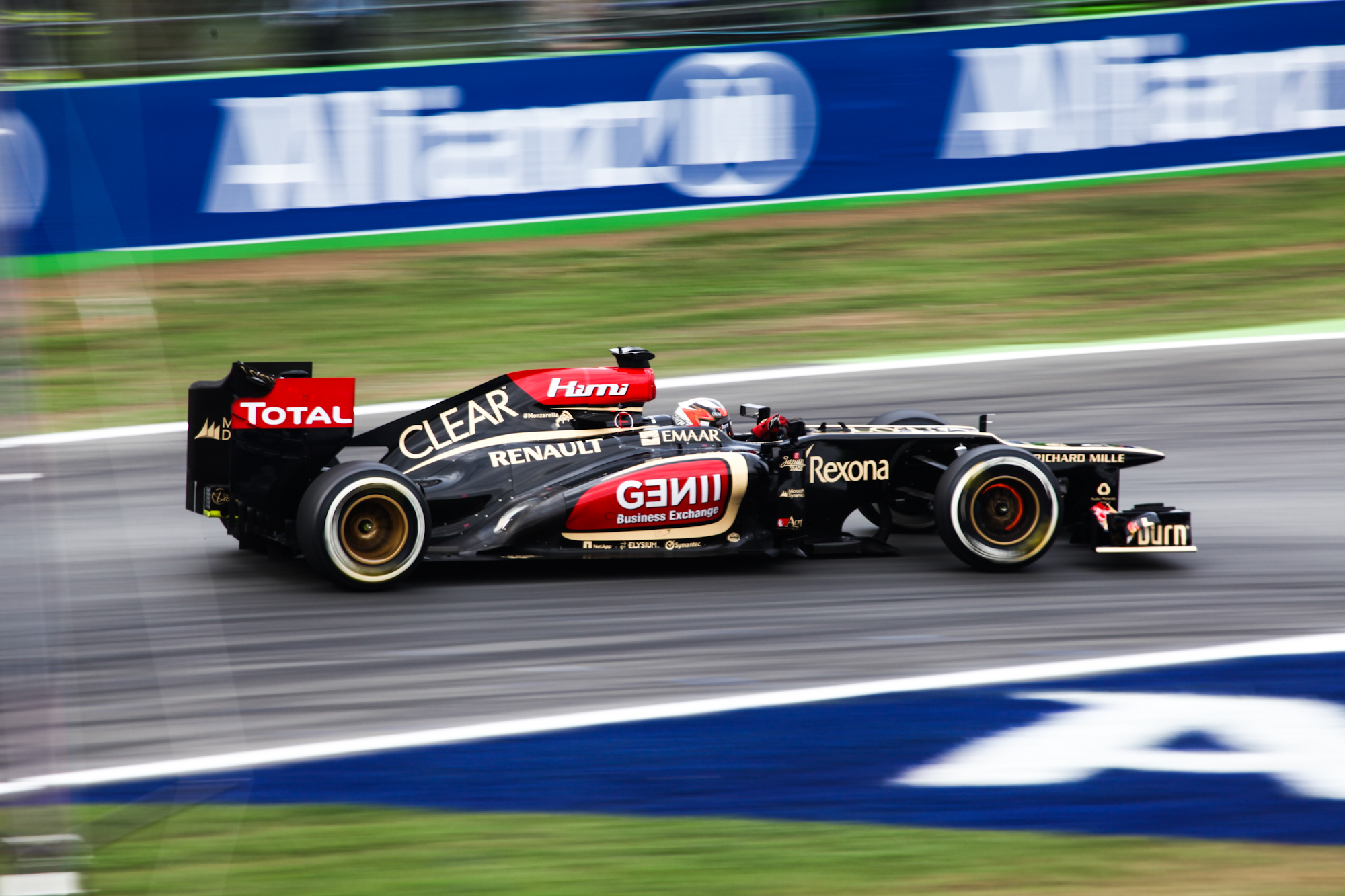
Nel GP di Monza Kimi Räikkönen è penalizzato da un contatto al via con Sergio Pérez; non giungerà a punti.

Al via Sebastian Vettel mantiene la prima posizione. Buona partenza delle due Ferrari, con Felipe Massa che si mette alle spalle del tedesco e con Fernando Alonso che supera Nico Hülkenberg e Mark Webber, che ha un contatto con il ferrarista, rovinando il proprio alettone. Sempre al via contatto fra Sergio Pérez e Kimi Räikkönen, con il finlandese che è costretto a rientrare ai box per sostituire l'alettone. Questa operazione lo fa retrocedere in fondo al gruppo. Alonso mette pressione al compagno di squadra, che lo fa passare senza opporsi al tentativo del compagno. Vettel guadagna subito un buon vantaggio nei confronti degli inseguitori.
Dopo circa otto giri la Mercedes di Hamilton rientra ai box per un degrado improvviso alle gomme. Anche lui retrocede in fondo al gruppo. Tuttavia, lui e Räikkönen, essendo i più veloci in pista, iniziano a rimontare posizioni, fino ad entrare in zona punti, approfittando della sosta ai box degli altri piloti. Dopo la sosta, l'unica nel corso della gara, Vettel ha incrementato il proprio vantaggio su Alonso, che paga tre giri in cui ha girato con gomme consumate e tempi alti, mentre il tedesco, dal canto suo, fa segnare il giro più veloce in gara. Webber intanto, che si era avvicinato a Massa, riesce a sopravanzarlo, avvicinandosi molto ad Alonso.
Intanto Räikkönen ed Hamilton, mentre erano alle spalle di Massa, si fermano, retrocedendo di nuovo, ed iniziando nuovamente a rimontare, con l'inglese che fa segnare il giro più veloce. Mentre Alonso fa fatica a contenere Webber, Massa, Hülkenberg e Rosberg iniziano ad avvicinarsi al duo. Vettel invece è saldamente in testa.
Il tedesco vince il Gran Premio, dopo aver dominato anche prove libere e qualifiche. Alle sue spalle si piazzano Alonso, Webber, Massa, Hülkenberg e Rosberg. Molto più staccato l'ottimo Ricciardo, che precede Grosjean ed Hamilton, mentre Button riesce a resistere agli attacchi portati da Räikkönen, conquistando l'ultimo punto disponibile. Con questa vittoria, Vettel ipoteca il Mondiale, avendo ben 53 punti su Alonso. A causa della corsa sfortunata, Räikkönen ed Hamilton sono ora lontani dalla lotta per l'iride. Nella classifica per i costruttori, la Red Bull Racing è ad un passo dal titolo.

### Gran Premio di Singapore
Al via Sebastian Vettel non ha un brillante spunto, e viene passato da Nico Rosberg, ma riesce a recuperare la posizione. Dietro Alonso è autore di una grande partenza, che lo porta alle spalle dei due tedeschi. Dietro ai primi tre Grosjean viene superato da Mark Webber. Hamilton invece viene superato da Massa. Vettel, una volta in testa, inizia a guadagnare sugli inseguitori, e anche Rosberg tiene a distanza Alonso. Webber mantiene dietro Grosjean, che sembra più veloce dell'australiano. Non succede nulla in classifica, almeno nelle prime posizioni, fino alla prima sosta ai box, dove non si verificano cambiamenti di posizioni, eccetto Hamilton, che ha superato Massa.
Al giro 24 Daniel Ricciardo va a sbattere contro le barriere, facendo entrare la safety car, che azzera tutti i distacchi. Le Ferrari, le Lotus e le McLaren ne approfittano per montare un set di gomme fresche. Alla ripartenza Vettel spinge al massimo per cercare di fare la sosta e di rimanere in vantaggio. Oltre a lui anche Webber e le due Mercedes rientrano ai box, trovandosi nel traffico. Nel frattempo Grosjean si ritira per un problema tecnico.
Vettel guadagna progressivamente su Alonso, che decide di preservare il secondo posto. Alle spalle dello spagnolo Button viene passato dal rimontante Kimi Räikkönen, che, nonostante provasse forti dolori alla schiena, inizia anche a recuperare sullo spagnolo. Intanto Button e Pérez, in crisi con le gomme, vengono superati da Webber, dalle due Mercedes e da Massa. Nell'ultimo giro Webber si ritira per la rottura del motore, mentre il compagno di squadra, vince facilmente.
Con questa vittoria, Vettel è ad un passo dal quarto titolo mondiale, così come la Red Bull Racing dal quarto titolo costruttori. Alonso consolida il suo secondo posto in classifica, mentre è lotta tra Hamilton e Kimi Räikkönen.

### Gran Premio di Corea
Alla partenza Sebastian Vettel scatta bene dalla pole position e così anche Lewis Hamilton, partito al suo fianco, mentre, dietro, Nico Rosberg e Romain Grosjean superano le Ferrari di Fernando Alonso e Felipe Massa: i due sfruttano il KERS per affiancare Rosberg, ma il brasiliano commette un errore in frenata alla terza curva e si gira in testacoda, rischiando di coinvolgere l'altra Ferrari. Alonso è costretto ad andare lungo e viene ripassato da Rosberg e anche dalla Sauber di Nico Hülkenberg, ritrovandosi in sesta posizione. Massa chiude il primo giro ventunesimo.
Mentre il tedesco della Red Bull si accinge a compiere una gara solitaria al primo posto, dietro si accende la bagarre: si distingue in particolare Kimi Räikkönen, che sorpassa Daniel Ricciardo al 4º giro e Alonso al 9º, conquistando così la sesta piazza. L'iberico si ferma subito ai box per il primo pit stop, sostituendo le super soft con le medie; anche Hamilton farà la stessa cosa. Al passaggio seguente vanno al cambio gomme Grosjean, Rosberg e Hülkenberg; Vettel e Räikkönen invece aspettano fino all'11º passaggio: il finlandese perde del tempo e si ritrova dietro ad Alonso e con Mark Webber immediatamente dietro.
Ricciardo, che non si è ancora fermato, viaggia in quarta posizione e sembra poterne approfittare, ma verso il 17º giro sconta dei problemi con le coperture: Rosberg lo supera alla tornata successiva e l'australiano decide di tornare ai box. Nel frattempo si accende una lotta per la quinta piazza tra Hülkenberg, Alonso, Räikkönen e Webber, che per il momento procedono in quest'ordine: al 25º giro l'alfiere della Lotus va ai box, lasciando via libera alla seconda guida della Red Bull che poco dopo sorpassa l'asturiano.
Al 28º giro Fernando Alonso va al cambio gomme e, nella stessa tornata, è costretto a tornarvi anche Nico Rosberg che, al momento del sorpasso su Hamilton, subisce il cedimento del musetto della sua Mercedes. Dopo che altri cambi gomme, al 31º giro esplode la ruota anteriore destra a Sergio Pérez: a causa dei detriti, entra la safety car; Mark Webber subisce una foratura dovuta ai detriti ed è costretto a cambiare nuovamente le gomme, ma poiché ha terminato i set di gomme medie, deve necessariamente montare le super-soft.
Cinque giri, subito dopo il rientro ai box della vettura di sicurezza, Adrian Sutil va in testacoda e centra in pieno la Red Bull dell'australiano, costringendolo al ritiro. La vettura prende fuoco, tanto che interviene in pista una vettura dei vigili del fuoco, che costringe la direzione di gara a rimandare in pista la safety car; nel frattempo sono da registrare i sorpassi di Räikkönen su Grosjean e di Hamilton su Alonso. Quando la vettura di sicurezza esce di scena, la classifica vede Sebastian Vettel comandare sulle due Lotus, poi a seguire Hülkenberg, Hamilton e Alonso si renderanno protagonisti di incessanti duelli, ma arriveranno al traguardo in quest'ordine.

### Gran Premio del Giappone
Al via le Red Bull Racing partono lentamente e vengono entrambe sorpassate da Romain Grosjean, mentre Lewis Hamilton, con la sua gomma posteriore destra, tocca l'ala anteriore di Sebastian Vettel: la foratura che ne consegue costringerà l'inglese prima al pit-stop e poi al ritiro durante l'ottava tornata. Mentre Fernando Alonso supera Nico Hülkenberg poco dopo il semaforo verde, in fondo al gruppo un contatto tra Giedo van der Garde e Jules Bianchi costringe entrambi al ritiro. A conclusione del primo giro la classifica vede quindi Grosjean in testa seguito da Mark Webber, Sebastian Vettel, Nico Rosberg, le Ferrari di Felipe Massa e Alonso, Hülkenberg, Sergio Pérez, Esteban Gutiérrez e Jenson Button: quest'ultimo sarà sorpassato da Kimi Räikkönen al 6º giro.
Le gomme si usurano velocemente e, tra il 10º e il 14º giro, tutti i piloti di testa vanno ai box per montare le dure: la strategia migliore è quella di Hülkenberg, il primo ad aver cambiato gli pneumatici, che torna in pista davanti alle due Ferrari. Nel frattempo Rosberg, nella ripartenza dopo il pit-stop, rischia il contatto con il sopraggiungente Pérez e viene, di conseguenza, penalizzato con un drive through. L'unico pilota a non effettuare la sosta è Daniel Ricciardo, della Toro Rosso, che si inserisce in quarta posizione.
Al 19º giro Alonso passa Massa; il giro seguente lo spagnolo e Hülkenberg sorpassano Ricciardo (che poco dopo va ai box per il cambio degli pneumatici); Felipe Massa commette un errore che permette a Gutiérrez di avvicinarsi: il messicano non è capace di passare, e viene a sua volta superato da Kimi Räikkönen. Le prime tre posizioni della graduatoria sono sempre occupate da Grosjean, seguito da Webber e Vettel.
Al venticinquesimo giro Mark Webber, non riuscendo ad attaccare Grosjean, cambia strategia e passa dalle due alle tre soste: in tal maniera Vettel balza in seconda posizione.
Tre giri dopo Massa inaugura la girandola del secondo pit-stop, seguito a ruota da tutti gli altri pilori di vertice: tuttavia il paulista non rispetta il limite di velocità nella corsia box e viene penalizzato anch'egli con un drive through. Sebastian Vettel è l'ultimo ad effettuare la sosta, al 36º passaggio, e torna in pista terzo, a 14" da Webber ma vicino a Grosjean.
Mentre nelle retrovie le posizioni si stabilizzano, gli ultimi giri sono decisivi per la composizione del podio: al passaggio 41 Sebastian Vettel supera Romain Grosjean attaccandolo alla chicane Casio e infilandolo in fondo al rettilineo dei box. Nella tornata seguente Webber va ai box per la terza volta e rientra terzo tuttavia, con gomme molto più fresche, al 50º giro supera Grosjean. Vince quindi Vettel: per lui si tratta della 35ª vittoria in carriera, la nona di questa stagione, la quinta consecutiva; completano il podio Webber e Grosjean. Alonso, giungendo quarto, tiene aperte le sue speranze mondiali ma nel prossimo gran premio al tedesco della Red Bull basterà arrivare quinto per ottenere il quarto alloro iridato di fila. Col quarto posto Fernando Alonso ottiene comunque il record di punti per un pilota nel mondiale di F1, con 1 571, superando così Michael Schumacher (considerando anche, però, che il pilota spagnolo ha ottenuto tale record soprattutto grazie all'entrata in vigore del nuovo sistema punti a partire dal 2010, che assegna 25 punti al vincitore, invece dei 10 di Schumacher che si conquistavano fino alla stagione 2009).
Conclude in zona punti anche Esteban Gutiérrez, settimo, per la prima volta in carriera.

### Gran Premio d'India
Il poleman Sebastian Vettel mantiene il comando della gara al via, precedendo Lewis Hamilton e Nico Rosberg; sul secondo rettilineo però le due Mercedes vengono entrambe passate da Felipe Massa; più dietro vi è un doppio contatto per Fernando Alonso, con Mark Webber e Jenson Button. Dietro ai primi quattro si portano Nico Hülkenberg, Kimi Räikkönen e Mark Webber. Vettel va al suo cambio gomme già nel terzo giro, seguito da Alonso, che deve anche cambiare il musetto.
Al quinto giro si ferma Hülkenberg, mentre, due giri dopo, Räikkönen, in crisi con le gomme, è passato da Sergio Pérez. Il finlandese va al cambio gomme nello stesso giro (come Rosberg), mentre un giro dopo è il turno di Massa e Hamilton. Conduce così Webber, che precede Pérez, Daniel Ricciardo, Romain Grosjean e Adrian Sutil. Dalle retrovie si fa largo Vettel, che passa in pochi giri Sutil, Grosjean e Ricciardo.
Al giro 22 il tedesco passa anche Pérez, ponendosi al secondo posto, alle spalle di Webber. Quarto è Ricciardo, seguito da Sutil, Massa e Rosberg. Al giro 27 Rosberg va al pit stop, seguito un giro dopo da Mark Webber e Sergio Pérez. Poco dopo anche Massa, Hamilton e Vettel vanno al cambio gomme. Webber rimonta, dopo soli due giri le gomme medie, mentre Ricciardo effettua il suo primo cambio-gomme al giro 33. La classifica vede ora al comando Sebastian Vettel, seguito da Mark Webber, Adrian Sutil (che non ha ancora cambiato le gomme), poi Räikkönen, Rosberg, Grosjean e Massa.
Al trentaseiesimo giro Kimi Räikkönen supera Sutil per il terzo posto, che diventa secondo tre giri dopo, quando Mark Webber è costretto al ritiro per la perdita di potenza della sua monoposto. Sutil effettua il suo primo cambio degli pneumatici solo al giro 40.
Räikkönen, negli ultimi giri, va in crisi con le gomme, e cede diverse posizioni, fino a scendere in settima. Pérez approfitta della situazione e, al momento del sorpasso di Hamilton sul pilota della Lotus, passa l'inglese. Vince Sebastian Vettel, per la trentaseiesima volta nel mondiale, aggiudicandosi così il quarto titolo mondiale. La Red Bull Racing vince per la quarta volta il titolo costruttori. In entrambi i casi si tratta di strisce consecutive.

### Gran Premio di Abu Dhabi
Sebastian Vettel conquista il comando della gara al via, seguito da Nico Rosberg, Mark Webber (partito dalla pole), Romain Grosjean, Lewis Hamilton, Nico Hülkenberg e le due Ferrari.
Tra il settimo e decimo giro vanno al primo cambio gomme Hamilton, Webber, Grosjean, Hülkenberg e Rosberg. Massa passa così al secondo posto, seguito da Fernando Alonso e Paul di Resta. Vettel cambia le gomme al giro quattordici, ma rimane al comando della gara. Due giri dopo è il turno di Alonso, mentre Massa attende il diciottesimo giro. La classifica vede quindi, dietro a Vettel, Webber, che ha scavalcato Rosberg al giro 19, mentre al quarto posto si conferma Grosjean. Quinto è Adrian Sutil, che non ha ancora cambiato, che tiene la posizione, minacciata da Massa e Hamilton. Il tedesco viene passato dal brasiliano al giro 26, e un giro dopo da Hamilton. Sutil effettua il suo cambio gomme solo al giro 28.
Dal 29º passaggio iniziano i secondi cambi gomme per i piloti di vertice, inaugurati da Lewis Hamilton; al giro 33 tocca a Webber, seguito subito da Rosberg: i due rientrano in pista davanti a Massa. Dopo i cambi gomme di Vettel e Grosjean, al 37º giro, la classifica è sempre comandata dal tedesco della Red Bull Racing, davanti a Webber, Rosberg e Grosjean.
Al giro 44 Hamilton passa Jean-Éric Vergne, per il settimo posto, così come Alonso, che rientrato in pista dopo la seconda sosta, passa Massa e lo stesso francese, posizionandosi in settima posizione. Per effettuare questo sorpasso la vettura dello spagnolo salta su un cordolo, tanto che, a fine gara, Alonso è condotto al centro medico in quanto il suo corpo ha subito una decelerazione di 25G nell'impatto. Negli ultimi giri lo spagnolo passa sia Hamilton che di Resta, ponendosi al quinto posto.
Sebastian Vettel vince per la settima volta consecutiva, eguagliando la striscia di vittorie ottenuta da Michael Schumacher tra il Gran Premio d'Europa e quello Ungheria nel 2004 e da Alberto Ascari tra il Gran Premio del Belgio 1952 e il Gran Premio d'Argentina 1953. La Scuderia Ferrari ottiene il sessantacinquesimo arrivo a punti consecutivo, serie iniziata al Gran Premio di Germania 2010.

### Gran Premio degli Stati Uniti

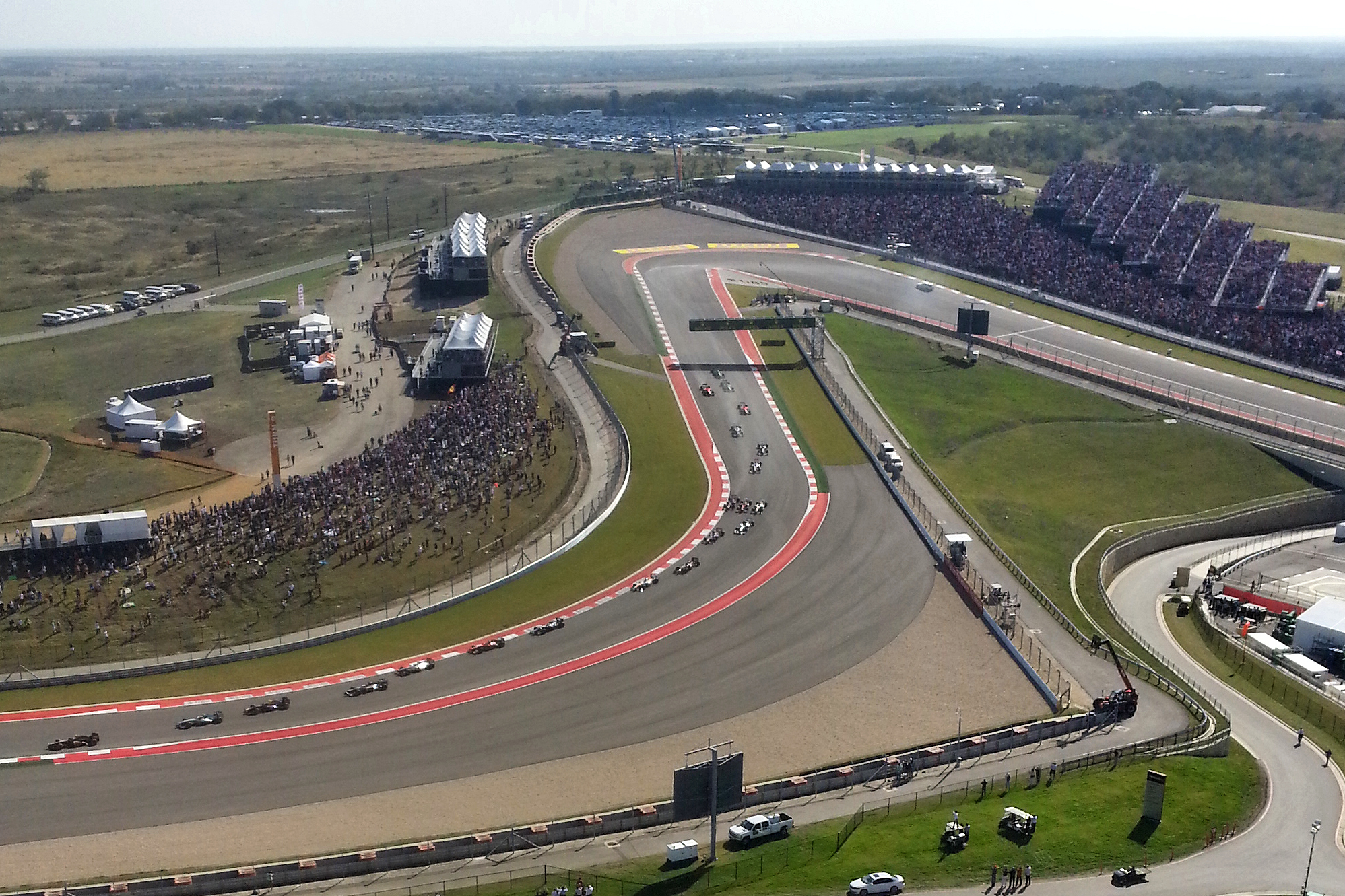
Un momento del Gran Premio degli USA, con le vetture che affrontano la curva 2.

Sebastian Vettel mantiene il comando della corsa, seguito da Romain Grosjean e Lewis Hamilton che hanno passato Mark Webber. Al termine del primo giro un contatto manda contro le barriere Adrian Sutil, che è così costretto al ritiro. I commissari fanno entrare in pista la safety car ed Esteban Gutiérrez effettua subito il primo pit stop.
Al quinto giro la gara riprende. La classifica rimane invariata nelle posizioni di testa fino al giro 12 quando Mark Webber sorprende Lewis Hamilton al termine del lungo rettilineo, e si porta al terzo posto. Si scatena inoltre un bel duello tra Daniel Ricciardo, Nico Rosberg e Heikki Kovalainen per la decima piazza.
Al giro 25 Hamilton effettua il suo cambio gomme, mentre Esteban Gutiérrez, che ha cambiato nei primi giri, recupera posizioni, e passando anche Jean-Éric Vergne, si pone al settimo posto. Tra il ventiseiesimo e il ventinovesimo passaggio vanno al cambio gomme i migliori: la classifica vede così sempre primo Sebastian Vettel, inseguito da Romain Grosjean, poi Mark Webber, Lewis Hamilton e Nico Hülkenberg.
Gutiérrez si vede penalizzato dagli pneumatici e viene passato prima da Sergio Pérez poi da Valtteri Bottas, scendendo così al nono posto, prima di effettuare una seconda sosta. Al giro 44 Alonso passa Hülkenberg e si pone quinto. Lo spagnolo si avvicina anche a Hamilton, ma senza mai impensierirlo. Anche Mark Webber negli ultimi passaggi riduce il distacco da Grosjean, ma la tenuta delle gomme non gli consente di effettuare nessun tentativo di sorpasso sul francese.
Sebastian Vettel vince la gara, l'ottava di fila, nuova striscia record di vittorie consecutive nella storia del mondiale di F1. Romain Grosjean giunge secondo, suo miglior risultato in carriera. Valtteri Bottas, ottavo, giunge per la prima volta in carriera nella zona dei punti (trecentoventitreesimo nella storia del mondiale).

### Gran Premio del Brasile
Al via Nico Rosberg passa subito a condurre, anche se Sebastian Vettel è in grado, già alla fine del primo giro, di riprendere il comando della gara. Terzo è Lewis Hamilton che però resiste a Fernando Alonso solo fino al secondo giro. Lo spagnolo attacca, con successo, l'inglese alla fine del rettilineo dei box. Seguono poi Mark Webber, Felipe Massa, Nico Hülkenberg, Romain Grosjean e Daniel Ricciardo. Sempre nel corso del secondo giro Hamilton è passato anche da Webber.
Al terzo giro termina la gara per Grosjean, che vede esplodere il suo motore alla Subida do Boxes. Un giro dopo Alonso s'installa in seconda posizione, passando anche Rosberg. Il tedesco, al giro 7, perde ancora una posizione, in favore di Webber. Nelle retrovie si fa largo Jenson Button, partito quattordicesimo, ma con una vettura con assetto da asciutto. L'inglese, già al giro 8, è ottavo.
Al giro 13, sempre lungo il rettilineo dei box, Webber prende la scia ad Alonso e lo passa alla staccata. Un giro dopo Button è settimo, dopo aver sorpassato anche Hülkenberg. Le difficoltà delle Mercedes con gli pneumatici sono evidenti, tanto che Rosberg è passato da Massa, per il quinto posto, al giro 15. Cinque giri dopo il brasiliano è il primo, tra i piloti di testa, a sostituire le gomme.
Al ventiduesimo giro tocca anche a Fernando Alonso e Lewis Hamilton: il britannico però riparte dietro Massa, che così ha conquistato una posizione ed è quarto, dietro al compagno di squadra. Due giri dopo va al cambio gomme anche Webber: i meccanici non sono precisi, e con un pit stop lungo cinque secondi, fanno rientrare in pista l'australiano dietro ad Alonso. Il cambio gomme di Vettel, invece, è senza problemi.
Mark Webber recupera però presto la posizione su Alonso mentre, più dietro, Massa e Hamilton sono in lotta per la quarta posizione. Il brasiliano della Ferrari è penalizzato con un drive through per aver tagliato due volte la linea che delimita l'accesso alla corsia dei box, in una zona ove non era permesso il transito. Dopo aver scontato la penalizzazione Massa scende all'ottavo posto. sale al quinto posto Jenson Button, che precede Nico Rosberg e Sergio Pérez.
Una debole pioggia fa la sua apparizione sul tracciato, ma l'intensità della stessa è così debole da non incidere sulla guida dei piloti. Al quarantasettesimo giro Valtteri Bottas tenta di sdoppiarsi rispetto a Lewis Hamilton: le due vetture però si toccano sulle gomme posteriori. Bottas esce di pista, ed è costretto al ritiro, mentre Hamilton, con una gomma dechappata, riesce a raggiungere i box.
I due piloti della Red Bull Racing vengono richiamati ai box, in attesa di un'eventuale entrata della safety car. I meccanici però dimenticano una gomma di Vettel che perde diversi secondi; anche Webber, giunto ormai al box, è costretto ad attendere che il team termini le operazioni di cambio gomme sulla vettura del tedesco.
Vettel e Webber mantengono il primo e secondo posto, con un distacco però ridotto nei confronti di Fernando Alonso. Anche Hamilton è penalizzato con un drive through.
La pioggia, attesa anche negli ultimi giri, non arriva, così la classifica rimane invariata, almeno nelle posizioni di vertice. Sebastian Vettel vince per la nona volta consecutiva, aumentando la sua striscia di vittorie consecutive. Il tedesco ha anche ottenuto la sua tredicesima vittoria stagionale, eguagliando anche in questo caso il record detenuto da Michael Schumacher, fatto segnare nel 2004. Mark Webber chiude la carriera in F1 con il suo quarantaduesimo podio.

## Risultati

### Risultato dei Gran Premi
| Nº | Gran Premio                   | Circuito          | Pole position    | Giro veloce       | Pilota vincitore | Team vincitore          | Resoconto |
| -- | ----------------------------- | ----------------- | ---------------- | ----------------- | ---------------- | ----------------------- | --------- |
| 1  | Gran Premio d'Australia       | Melbourne         | Sebastian Vettel | Kimi Räikkönen    | Kimi Räikkönen   | Lotus-Renault           | Resoconto |
| 2  | Gran Premio della Malesia     | Sepang            | Sebastian Vettel | Sergio Pérez      | Sebastian Vettel | Red Bull Racing-Renault | Resoconto |
| 3  | Gran Premio di Cina           | Shanghai          | Lewis Hamilton   | Sebastian Vettel  | Fernando Alonso  | Ferrari                 | Resoconto |
| 4  | Gran Premio del Bahrein       | Sakhir            | Nico Rosberg     | Sebastian Vettel  | Sebastian Vettel | Red Bull Racing-Renault | Resoconto |
| 5  | Gran Premio di Spagna         | Montmeló          | Nico Rosberg     | Esteban Gutiérrez | Fernando Alonso  | Ferrari                 | Resoconto |
| 6  | Gran Premio di Monaco         | Monte Carlo       | Nico Rosberg     | Sebastian Vettel  | Nico Rosberg     | Mercedes                | Resoconto |
| 7  | Gran Premio del Canada        | Montréal          | Sebastian Vettel | Mark Webber       | Sebastian Vettel | Red Bull Racing-Renault | Resoconto |
| 8  | Gran Premio di Gran Bretagna  | Silverstone       | Lewis Hamilton   | Mark Webber       | Nico Rosberg     | Mercedes                | Resoconto |
| 9  | Gran Premio di Germania       | Nürburgring       | Lewis Hamilton   | Fernando Alonso   | Sebastian Vettel | Red Bull Racing-Renault | Resoconto |
| 10 | Gran Premio d'Ungheria        | Hungaroring       | Lewis Hamilton   | Mark Webber       | Lewis Hamilton   | Mercedes                | Resoconto |
| 11 | Gran Premio del Belgio        | Spa-Francorchamps | Lewis Hamilton   | Sebastian Vettel  | Sebastian Vettel | Red Bull Racing-Renault | Resoconto |
| 12 | Gran Premio d'Italia          | Monza             | Sebastian Vettel | Lewis Hamilton    | Sebastian Vettel | Red Bull Racing-Renault | Resoconto |
| 13 | Gran Premio di Singapore      | Marina Bay        | Sebastian Vettel | Sebastian Vettel  | Sebastian Vettel | Red Bull Racing-Renault | Resoconto |
| 14 | Gran Premio di Corea          | Yeongam           | Sebastian Vettel | Sebastian Vettel  | Sebastian Vettel | Red Bull Racing-Renault | Resoconto |
| 15 | Gran Premio del Giappone      | Suzuka            | Mark Webber      | Mark Webber       | Sebastian Vettel | Red Bull Racing-Renault | Resoconto |
| 16 | Gran Premio d'India           | Greater Noida     | Sebastian Vettel | Kimi Räikkönen    | Sebastian Vettel | Red Bull Racing-Renault | Resoconto |
| 17 | Gran Premio di Abu Dhabi      | Yas Marina        | Mark Webber      | Fernando Alonso   | Sebastian Vettel | Red Bull Racing-Renault | Resoconto |
| 18 | Gran Premio degli Stati Uniti | Austin            | Sebastian Vettel | Sebastian Vettel  | Sebastian Vettel | Red Bull Racing-Renault | Resoconto |
| 19 | Gran Premio del Brasile       | Interlagos        | Sebastian Vettel | Mark Webber       | Sebastian Vettel | Red Bull Racing-Renault | Resoconto |

### Risultato delle qualifiche
| Nº | Pilota              |    |     |      |     |     |     |     |      |     |    |    |     |    |     |     |    |     |     |     |
| -- | ------------------- | -- | --- | ---- | --- | --- | --- | --- | ---- | --- | -- | -- | --- | -- | --- | --- | -- | --- | --- | --- |
| 1  | Sebastian Vettel    | 1  | 1   | 9    | 2   | 3   | 3   | 1   | 3    | 2   | 2  | 2  | 1   | 1  | 1   | 2   | 1  | 2   | 1   | 1   |
| 2  | Mark Webber         | 2  | 5   | 22§P | 7^  | 7   | 4   | 5   | 4    | 3   | 10 | 3  | 2   | 4  | 13# | 1   | 4  | 1   | 2   | 4   |
| 3  | Fernando Alonso     | 5  | 3   | 3    | 3   | 5   | 6   | 6   | 9    | 8   | 5  | 9  | 5   | 7  | 5   | 8   | 8  | 10  | 6   | 3   |
| 4  | Felipe Massa        | 4  | 2   | 5    | 4   | 9^  | 21* | 16  | 11   | 7   | 7  | 10 | 4   | 6  | 6   | 5   | 5  | 7   | 13  | 9   |
| 5  | Jenson Button       | 10 | 7   | 8    | 10  | 14  | 9   | 14  | 10   | 9   | 13 | 6  | 9   | 8  | 11  | 10  | 10 | 12  | 15^ | 14  |
| 6  | Sergio Pérez        | 15 | 9   | 12   | 12  | 8   | 7   | 12  | 13   | 13  | 9  | 13 | 8   | 14 | 10  | 11  | 9  | 8   | 7   | 19* |
| 7  | Kimi Räikkönen      | 7  | 10^ | 2    | 8   | 4   | 5   | 10" | 8    | 4   | 6  | 8  | 11  | 13 | 9   | 9   | 6  | 22§ |     |     |
| 7  | Heikki Kovalainen   |    |     |      |     |     |     |     |      |     |    |    |     |    |     |     |    |     | 8   | 11  |
| 8  | Romain Grosjean     | 8  | 11  | 6    | 11  | 6   | 13  | 22# | 7    | 5   | 3  | 7  | 13  | 3  | 3   | 4   | 17 | 6   | 3   | 6   |
| 9  | Nico Rosberg        | 6  | 6   | 4    | 1   | 1   | 1   | 4   | 2    | 11  | 4  | 4  | 6   | 2  | 4   | 6   | 2  | 3   | 12  | 2   |
| 10 | Lewis Hamilton      | 3  | 4   | 1    | 9*  | 2   | 2   | 2   | 1    | 1   | 1  | 1  | 12  | 5  | 2   | 3   | 3  | 4   | 5   | 5   |
| 11 | Nico Hülkenberg     | 11 | 12  | 10   | 14  | 15  | 11  | 9   | 14   | 10  | 12 | 11 | 3   | 11 | 7   | 7   | 7  | 5   | 4   | 10  |
| 12 | Esteban Gutiérrez   | 18 | 14  | 17   | 22* | 19^ | 19  | 15  | 17   | 14  | 17 | 21 | 16  | 10 | 8   | 14  | 16 | 16  | 20# | 17  |
| 14 | Paul di Resta       | 9  | 15  | 11   | 5   | 10  | 17  | 17  | 21§  | 12  | 18 | 5  | 15  | 17 | 15  | 12  | 12 | 11  | 11  | 12  |
| 15 | Adrian Sutil        | 12 | 8   | 13   | 6   | 13  | 8   | 8   | 6    | 15  | 11 | 12 | 17^ | 15 | 14  | 22* | 13 | 17  | 16  | 15  |
| 16 | Pastor Maldonado    | 17 | 16  | 14   | 17  | 17  | 16  | 13  | 15   | 18  | 15 | 17 | 14  | 18 | 18  | 15  | 18 | 14  | 17  | 16  |
| 17 | Valtteri Bottas     | 16 | 18  | 16   | 15  | 16  | 14  | 3   | 16   | 17  | 16 | 20 | 18  | 16 | 17  | 13  | 15 | 15  | 9   | 13  |
| 18 | Jean-Éric Vergne    | 13 | 17  | 15   | 16  | 12  | 10  | 7   | 12   | 16  | 14 | 18 | 10  | 12 | 16  | 17  | 14 | 13  | 14  | 8   |
| 19 | Daniel Ricciardo    | 14 | 13  | 7    | 13  | 11  | 12  | 11" | 5    | 6   | 8  | 19 | 7   | 9  | 12  | 16  | 11 | 9   | 10  | 7   |
| 20 | Charles Pic         | 22 | 20  | 20   | 18  | 22  | 18  | 18  | 18   | 22* | 19 | 22 | 20  | 19 | 19  | 20# | 21 | 19  | 22* | 18  |
| 21 | Giedo van der Garde | 21 | 22  | 21   | 20  | 18  | 15  | 21  | 22** | 20  | 20 | 14 | 19  | 20 | 20  | 19  | 20 | 18  | 18  | 20  |
| 22 | Jules Bianchi       | 19 | 19  | 18   | 19  | 20  | 20P | 19  | 19   | 19  | 21 | 15 | 21  | 21 | 22^ | 21# | 19 | 21* | 19  | 21  |
| 23 | Max Chilton         | 20 | 21  | 19   | 21  | 21  | 22* | 20  | 20   | 21  | 22 | 16 | 22  | 22 | 21  | 18  | 22 | 20  | 21  | 22  |
| Nº | Pilota              |    |     |      |     |     |     |     |      |     |    |    |     |    |     |     |    |     |     |     |

| Legenda | " – Indica quei piloti che per penalità sono stati retrocessi di due posizioni sulla griglia di partenza. ^ – Indica quei piloti che per penalità sono stati retrocessi di tre posizioni sulla griglia di partenza. * – Indica quei piloti che per penalità sono stati retrocessi di cinque posizioni sulla griglia di partenza. # – Indica quei piloti che per penalità sono stati retrocessi di dieci posizioni sulla griglia di partenza. § – Indica quei piloti che per penalità sono stati retrocessi in fondo alla griglia di partenza. P – Indica quei piloti che hanno preso il via dalla pit lane. |

## Classifiche

### Sistema di punteggio
| Posizione | 1ª | 2ª | 3ª | 4ª | 5ª | 6ª | 7ª | 8ª | 9ª | 10ª |
| Punti     | 25 | 18 | 15 | 12 | 10 | 8  | 6  | 4  | 2  | 1   |

### Classifica piloti
| Pos. | Pilota              |     |     |     |     |     |     |     |     |     |     |     |     |     |     |     |     |     |     |     | Punti |
| ---- | ------------------- | --- | --- | --- | --- | --- | --- | --- | --- | --- | --- | --- | --- | --- | --- | --- | --- | --- | --- | --- | ----- |
| 1    | Sebastian Vettel    | 3   | 1   | 4   | 1   | 4   | 2   | 1   | Rit | 1   | 3   | 1   | 1   | 1   | 1   | 1   | 1   | 1   | 1   | 1   | 397   |
| 2    | Fernando Alonso     | 2   | Rit | 1   | 8   | 1   | 7   | 2   | 3   | 4   | 5   | 2   | 2   | 2   | 6   | 4   | 11  | 5   | 5   | 3   | 242   |
| 3    | Mark Webber         | 6   | 2   | Rit | 7   | 5   | 3   | 4   | 2   | 7   | 4   | 5   | 3   | 15* | Rit | 2   | Rit | 2   | 3   | 2   | 199   |
| 4    | Lewis Hamilton      | 5   | 3   | 3   | 5   | 12  | 4   | 3   | 4   | 5   | 1   | 3   | 9   | 5   | 5   | Rit | 6   | 7   | 4   | 9   | 189   |
| 5    | Kimi Räikkönen      | 1   | 7   | 2   | 2   | 2   | 10  | 9   | 5   | 2   | 2   | Rit | 11  | 3   | 2   | 5   | 7   | Rit |     |     | 183   |
| 6    | Nico Rosberg        | Rit | 4   | Rit | 9   | 6   | 1   | 5   | 1   | 9   | 19* | 4   | 6   | 4   | 7   | 8   | 2   | 3   | 9   | 5   | 171   |
| 7    | Romain Grosjean     | 10  | 6   | 9   | 3   | Rit | Rit | 13  | 19* | 3   | 6   | 8   | 8   | Rit | 3   | 3   | 3   | 4   | 2   | Rit | 132   |
| 8    | Felipe Massa        | 4   | 5   | 6   | 15  | 3   | Rit | 8   | 6   | Rit | 8   | 7   | 4   | 6   | 9   | 10  | 4   | 8   | 12  | 7   | 112   |
| 9    | Jenson Button       | 9   | 17* | 5   | 10  | 8   | 6   | 12  | 13  | 6   | 7   | 6   | 10  | 7   | 8   | 9   | 14  | 12  | 10  | 4   | 73    |
| 10   | Nico Hülkenberg     | NP  | 8   | 10  | 12  | 15  | 11  | Rit | 10  | 10  | 11  | 13  | 5   | 9   | 4   | 6   | 19* | 14  | 6   | 8   | 51    |
| 11   | Sergio Pérez        | 11  | 9   | 11  | 6   | 9   | 16* | 11  | 20* | 8   | 9   | 11  | 12  | 8   | 10  | 15  | 5   | 9   | 7   | 6   | 49    |
| 12   | Paul di Resta       | 8   | Rit | 8   | 4   | 7   | 9   | 7   | 9   | 11  | 18* | Rit | Rit | 20* | Rit | 11  | 8   | 6   | 15  | 11  | 48    |
| 13   | Adrian Sutil        | 7   | Rit | Rit | 13  | 13  | 5   | 10  | 7   | 13  | Rit | 9   | 16* | 10  | 20* | 14  | 9   | 10  | Rit | 13  | 29    |
| 14   | Daniel Ricciardo    | Rit | 18* | 7   | 16  | 10  | Rit | 15  | 8   | 12  | 13  | 10  | 7   | Rit | 19* | 13  | 10  | 16  | 11  | 10  | 20    |
| 15   | Jean-Éric Vergne    | 12  | 10  | 12  | Rit | Rit | 8   | 6   | Rit | Rit | 12  | 12  | Rit | 14  | 18* | 12  | 13  | 17  | 16  | 15  | 13    |
| 16   | Esteban Gutiérrez   | 13  | 12  | Rit | 18  | 11  | 13  | 20* | 14  | 14  | Rit | 14  | 13  | 12  | 11  | 7   | 15  | 13  | 13  | 12  | 6     |
| 17   | Valtteri Bottas     | 14  | 11  | 13  | 14  | 16  | 12  | 14  | 12  | 16  | Rit | 15  | 15  | 13  | 12  | 17  | 16  | 15  | 8   | Rit | 4     |
| 18   | Pastor Maldonado    | Rit | Rit | 14  | 11  | 14  | Rit | 16  | 11  | 15  | 10  | 17  | 14  | 11  | 13  | 16  | 12  | 11  | 17  | 16  | 1     |
| 19   | Jules Bianchi       | 15  | 13  | 15  | 19  | 18  | Rit | 17  | 16  | Rit | 16  | 18  | 19  | 18  | 16  | Rit | 18  | 20  | 18  | 17  | 0     |
| 20   | Charles Pic         | 16  | 14  | 16  | 17  | 17  | Rit | 18  | 15  | 17  | 15  | Rit | 17  | 19  | 14  | 18  | Rit | 19  | 20  | Rit | 0     |
| 21   | Heikki Kovalainen   |     |     |     |     |     |     |     |     |     |     |     |     |     |     |     |     |     | 14  | 14  | 0     |
| 22   | Giedo van der Garde | 18  | 15  | 18  | 21  | Rit | 15  | Rit | 18  | 18  | 14  | 16  | 18  | 16  | 15  | Rit | Rit | 18  | 19  | 18  | 0     |
| 23   | Max Chilton         | 17  | 16  | 17  | 20  | 19  | 14  | 19  | 17  | 19  | 17  | 19  | 20  | 17  | 17  | 19  | 17  | 21  | 21  | 19  | 0     |
| Pos. | Pilota              |     |     |     |     |     |     |     |     |     |     |     |     |     |     |     |     |     |     |     | Punti |

| Legenda | 1º posto     | 2º posto | 3º posto    | A punti         | Senza punti/Non class.  | Grassetto – Pole position Corsivo – Giro più veloce |
| Legenda | Squalificato | Ritirato | Non partito | Non qualificato | Solo prove/Terzo pilota | Grassetto – Pole position Corsivo – Giro più veloce |

* – Pilota ritirato ma classificato

### Classifica costruttori
| Pos. | Costruttore             | Pilota        |     |     |     |     |     |     |     |     |     |     |     |     |     |     |     |     |     |     |     | Punti |
| ---- | ----------------------- | ------------- | --- | --- | --- | --- | --- | --- | --- | --- | --- | --- | --- | --- | --- | --- | --- | --- | --- | --- | --- | ----- |
| 1    | Red Bull Racing-Renault | Vettel        | 3   | 1   | 4   | 1   | 4   | 2   | 1   | Rit | 1   | 3   | 1   | 1   | 1   | 1   | 1   | 1   | 1   | 1   | 1   | 596   |
| 1    | Red Bull Racing-Renault | Webber        | 6   | 2   | Rit | 7   | 5   | 3   | 4   | 2   | 7   | 4   | 5   | 3   | 15* | Rit | 2   | Rit | 2   | 3   | 2   | 596   |
| 2    | Mercedes                | Rosberg       | Rit | 4   | Rit | 9   | 6   | 1   | 5   | 1   | 9   | 19* | 4   | 6   | 4   | 7   | 8   | 2   | 3   | 9   | 5   | 360   |
| 2    | Mercedes                | Hamilton      | 5   | 3   | 3   | 5   | 12  | 4   | 3   | 4   | 5   | 1   | 3   | 9   | 5   | 5   | Rit | 6   | 7   | 4   | 9   | 360   |
| 3    | Ferrari                 | Alonso        | 2   | Rit | 1   | 8   | 1   | 7   | 2   | 3   | 4   | 5   | 2   | 2   | 2   | 6   | 4   | 11  | 5   | 5   | 3   | 354   |
| 3    | Ferrari                 | Massa         | 4   | 5   | 6   | 15  | 3   | Rit | 8   | 6   | Rit | 8   | 7   | 4   | 6   | 9   | 10  | 4   | 8   | 12  | 7   | 354   |
| 4    | Lotus-Renault           | Räikkönen     | 1   | 7   | 2   | 2   | 2   | 10  | 9   | 5   | 2   | 2   | Rit | 11  | 3   | 2   | 5   | 7   | Rit |     |     | 315   |
| 4    | Lotus-Renault           | Kovalainen    |     |     |     |     |     |     |     |     |     |     |     |     |     |     |     |     |     | 14  | 14  | 315   |
| 4    | Lotus-Renault           | Grosjean      | 10  | 6   | 9   | 3   | Rit | Rit | 13  | 19* | 3   | 6   | 8   | 8   | Rit | 3   | 3   | 3   | 4   | 2   | Rit | 315   |
| 5    | McLaren-Mercedes        | Button        | 9   | 17* | 5   | 10  | 8   | 6   | 12  | 13  | 6   | 7   | 6   | 10  | 7   | 8   | 9   | 14  | 12  | 10  | 4   | 122   |
| 5    | McLaren-Mercedes        | Pérez         | 11  | 9   | 11  | 6   | 9   | 16* | 11  | 20* | 8   | 9   | 11  | 12  | 8   | 10  | 15  | 5   | 9   | 7   | 6   | 122   |
| 6    | Force India-Mercedes    | Di Resta      | 8   | Rit | 8   | 4   | 7   | 9   | 7   | 9   | 11  | 18* | Rit | Rit | 20* | Rit | 11  | 8   | 6   | 15  | 11  | 77    |
| 6    | Force India-Mercedes    | Sutil         | 7   | Rit | Rit | 13  | 13  | 5   | 10  | 7   | 13  | Rit | 9   | 16* | 10  | 20* | 14  | 9   | 10  | Rit | 13  | 77    |
| 7    | Sauber-Ferrari          | Hülkenberg    | NP  | 8   | 10  | 12  | 15  | 11  | Rit | 10  | 10  | 11  | 13  | 5   | 9   | 4   | 6   | 19* | 14  | 6   | 8   | 57    |
| 7    | Sauber-Ferrari          | Gutiérrez     | 13  | 12  | Rit | 18  | 11  | 13  | 20* | 14  | 14  | Rit | 14  | 13  | 12  | 11  | 7   | 15  | 13  | 13  | 12  | 57    |
| 8    | STR-Ferrari             | Vergne        | 12  | 10  | 12  | Rit | Rit | 8   | 6   | Rit | Rit | 12  | 12  | Rit | 14  | 18* | 12  | 13  | 17  | 16  | 15  | 33    |
| 8    | STR-Ferrari             | Ricciardo     | Rit | 18* | 7   | 16  | 10  | Rit | 15  | 8   | 12  | 13  | 10  | 7   | Rit | 19* | 13  | 10  | 16  | 11  | 10  | 33    |
| 9    | Williams-Renault        | Maldonado     | Rit | Rit | 14  | 11  | 14  | Rit | 16  | 11  | 15  | 10  | 17  | 14  | 11  | 13  | 16  | 12  | 11  | 17  | 16  | 5     |
| 9    | Williams-Renault        | Bottas        | 14  | 11  | 13  | 14  | 16  | 12  | 14  | 12  | 16  | Rit | 15  | 15  | 13  | 12  | 17  | 16  | 15  | 8   | Rit | 5     |
| 10   | Marussia-Cosworth       | Bianchi       | 15  | 13  | 15  | 19  | 18  | Rit | 17  | 16  | Rit | 16  | 18  | 19  | 18  | 16  | Rit | 18  | 20  | 18  | 17  | 0     |
| 10   | Marussia-Cosworth       | Chilton       | 17  | 16  | 17  | 20  | 19  | 14  | 19  | 17  | 19  | 17  | 19  | 20  | 17  | 17  | 19  | 17  | 21  | 21  | 19  | 0     |
| 11   | Caterham-Renault        | Pic           | 16  | 14  | 16  | 17  | 17  | Rit | 18  | 15  | 17  | 15  | Rit | 17  | 19  | 14  | 18  | Rit | 19  | 20  | Rit | 0     |
| 11   | Caterham-Renault        | Van Der Garde | 18  | 15  | 18  | 21  | Rit | 15  | Rit | 18  | 18  | 14  | 16  | 18  | 16  | 15  | Rit | Rit | 18  | 19  | 18  | 0     |
| Pos. | Costruttore             | Pilota        |     |     |     |     |     |     |     |     |     |     |     |     |     |     |     |     |     |     |     | Punti |

| Legenda | Grassetto – Pole position Corsivo – Giro più veloce * – Pilota ritirato ma classificato | 1º posto          | 2º posto       | 3º posto         | A punti              | Senza punti Non class. (NC) |
| Legenda | Grassetto – Pole position Corsivo – Giro più veloce * – Pilota ritirato ma classificato | Squalificato (SQ) | Ritirato (Rit) | Non partito (NP) | Non qualificato (NQ) | Solo prove (SP)             |

## Test per giovani piloti e Test Pirelli
In questa stagione i test per giovani piloti tornano a effettuarsi in una sola sessione per tutte le scuderie. Tale test è fissato dal 17 al 19 luglio presso il Circuito di Silverstone. Stanti i problemi di sicurezza con le gomme, evidenziatisi nel Gran Premio di Gran Bretagna la FIA ha concesso alle scuderie di utilizzare, per un giorno, anche i piloti titolari. In tale caso però non è possibile modificare l'assetto della monoposto durante il test.
Tra il 17 e il 19 dicembre 2013 si è svolta un'ulteriore sessione di test sul Circuito di Sakhir. Tale sessione è stata finalizzata solo allo sviluppo delle gomme Pirelli per la stagione 2014, tanto che le scuderie che vi partecipano non hanno accesso ai dati raccolti dal fornitore.